# Neuer Johannisfriedhof

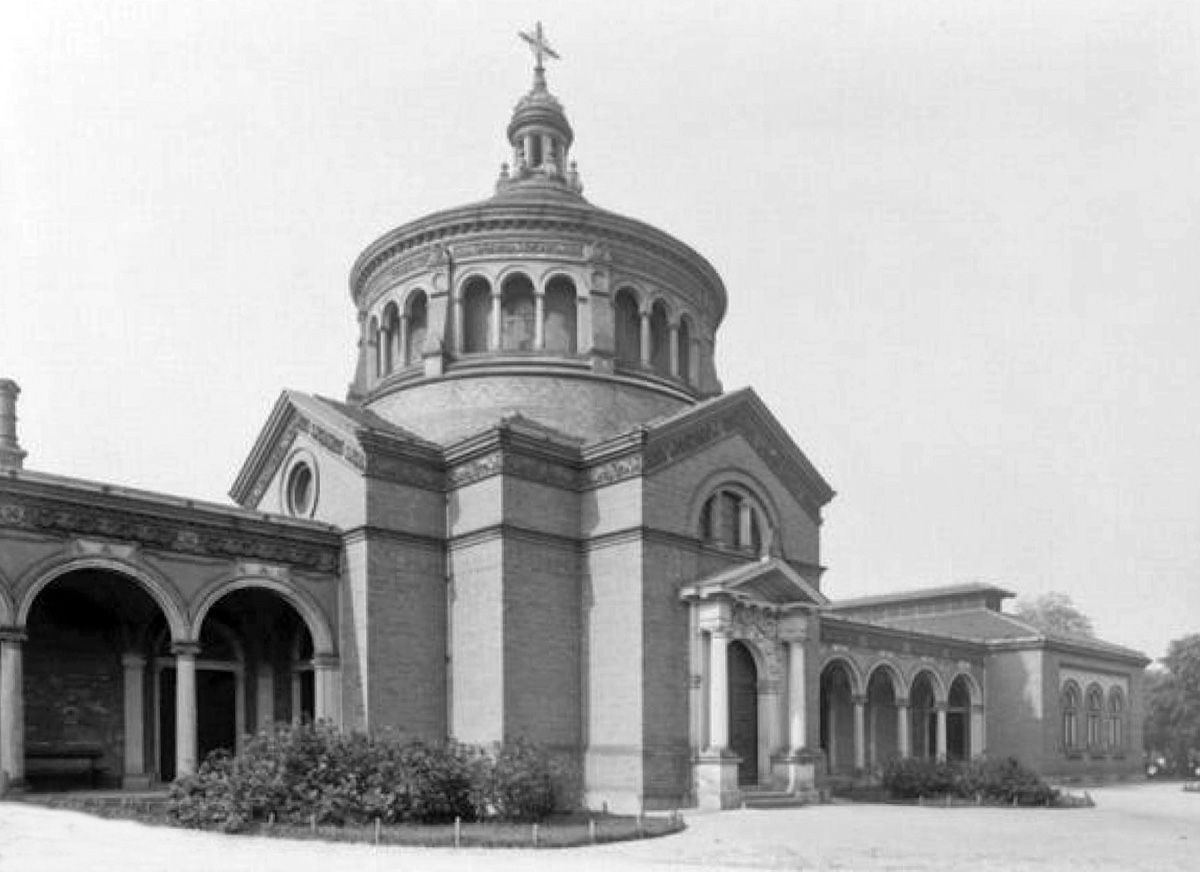
Die Trauerhalle auf dem Neuen Johannisfriedhof

Der Neue Johannisfriedhof war der zweite städtische Friedhof in Leipzig. Er wurde von 1846 bis 1950 als letzte Ruhestätte für etwa 140.000 Verstorbene genutzt und war die Nachfolgeeinrichtung des nunmehr als Alter Johannisfriedhof bezeichneten Gottesackers. Heute befindet sich auf seinem Gelände der Friedenspark.

## Lage und Gestalt

Die Lage des Friedhofs

Der Neue Johannisfriedhof lag etwa 1,5 Kilometer südöstlich des Stadtzentrums. Zu Beginn auf freiem Feld mit Zugang von der Hospitalstraße (heute Prager Straße) errichtet, erhielt er mit zunehmender Ausdehnung der Stadt folgende Begrenzungen: Ostabschnitt der Liebigstraße im Norden, Samuel-Heinecke-Schule für Hörgeschädigte und Kleingartenverein „Siegismund“ im Osten, Semmelweis- und Philipp-Rosenthal-Straße im Süden sowie Linnéstraße im Westen.
Der Neue Johannisfriedhof war ein von Nord nach Süd verlaufendes Rechteck von 610 Meter Länge und 290 Meter Breite, nach Süden durch ein Trapez von 100 Meter Höhe abgeschlossen, mit einer Fläche von etwa 19 Hektar. Das Zugangstor befand sich an der Nordseite und war vom Ostplatz über die kurze Stichstraße „Vor dem Hospitaltore“ zu erreichen. Der Eingang war von einem Wohn- und einem Verwaltungshaus flankiert. Eine Hauptallee führte zu der fast am südlichen Ende gelegenen Trauerhalle. Sie war im Stil der italienischen Renaissance in Anlehnung an die Kirche Santa Fosca auf der venezianischen Insel Torcello errichtet
Der Friedhof besaß neun Abteilungen und war streng rechtwinklig gegliedert. Die einzelnen Abteilungen waren durch Mauern getrennt, die die Errichtung repräsentativer Erbbegräbnisse ermöglichten. Anfangs baumlos, erhielt der Friedhof im Laufe der Jahre durch Anpflanzung von hauptsächlich Linden und Rosskastanien einen parkähnlichen Charakter, der die strenge Geometrie milderte.

## Geschichte

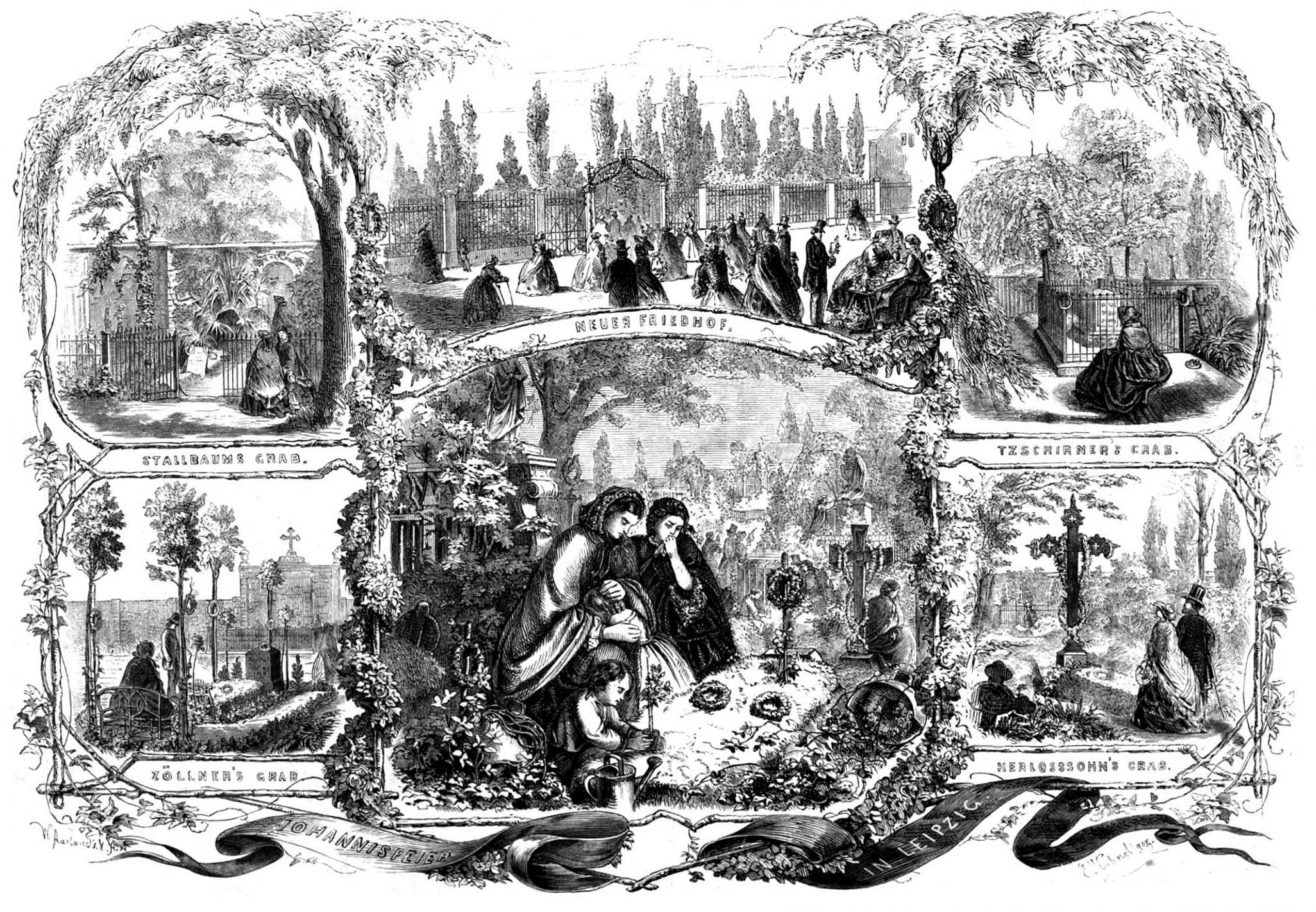
Aus Die Gartenlaube von 1861:
Die Gräber von Tzschirner, Stallbaum, Herloßsohn und Zöllner

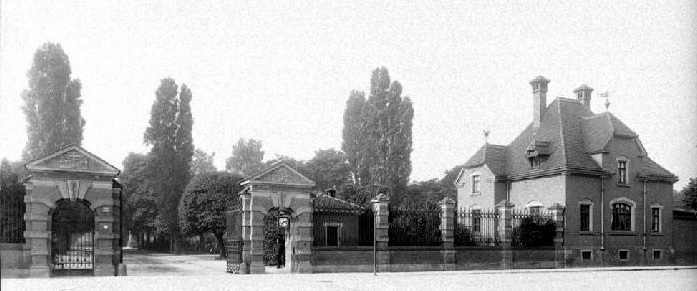
Der Friedhofseingang um 1900

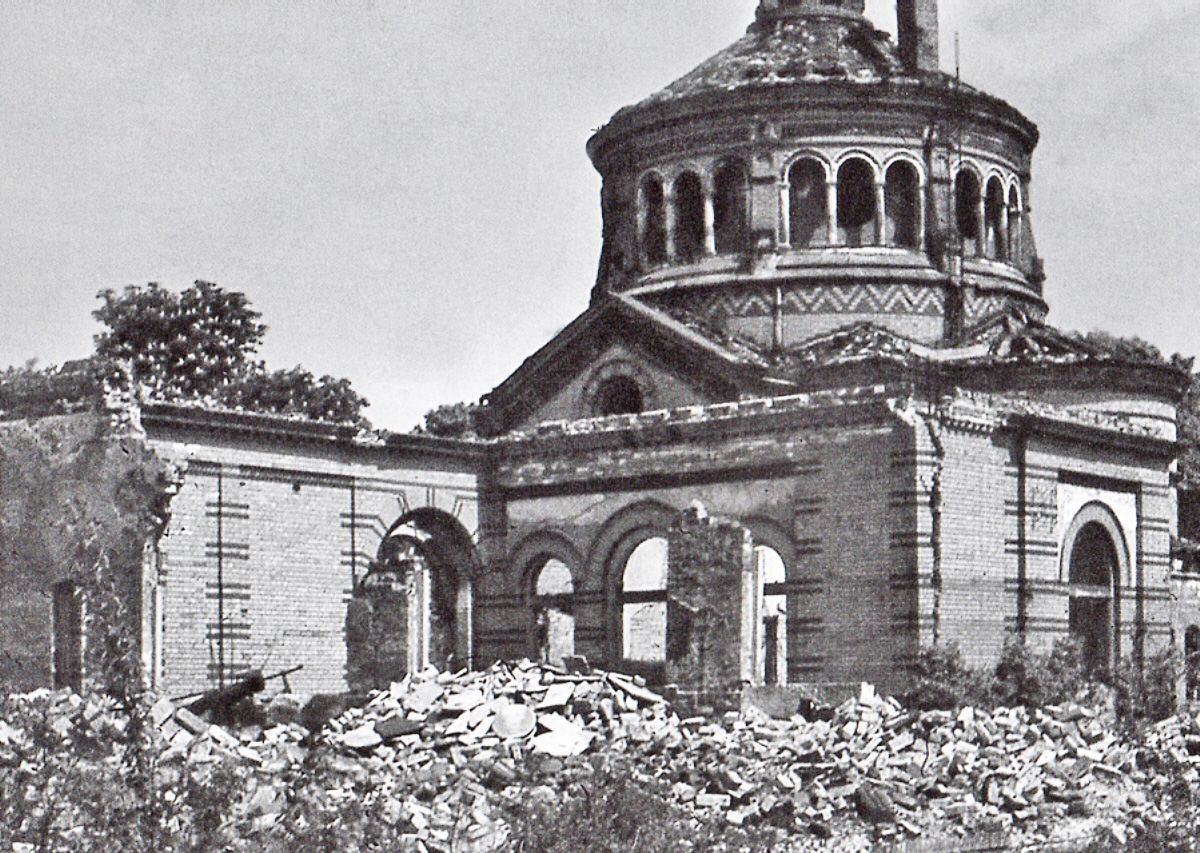
Bombenschäden im Zweiten Weltkrieg

In der ersten Hälfte des 19. Jahrhunderts wurde der seit über 600 Jahren genutzte Friedhof an der Johanniskirche für die wachsende Stadt zu klein. Als Gelände für eine neue Begräbnisstätte wurden die etwa 500 Meter von der alten entfernten Felder des Johannishospitals gewählt. Als Erster wurde hier am 1. Oktober 1846 auf der noch unfertigen Anlage, die Neuer Friedhof genannt wurde, der beim Brand des Hôtel de Pologne umgekommene Maurer Hans Gehlicke beigesetzt. Da es zunächst keine Leichenhalle und keine wetterfeste Unterstellmöglichkeit gab, war der Friedhof bei den Leipzigern anfangs unbeliebt. 1848 wurden nach Plänen von Albert Geutebrück (1801–1868) am Eingang zwei Bauten als Leichenhalle und Verwaltungsgebäude errichtet.
Bereits nach fünf Jahren war die erste Abteilung des Friedhofs belegt. Ihr folgten etwa alle vier Jahre weitere, bis 1883 mit der neunten Abteilung der Friedhof flächenmäßig nun die größtmögliche Ausdehnung erreicht hatte. Im gleichen Jahr wurde der Alte Johannisfriedhof endgültig geschlossen, und der Neue Friedhof erhielt den Namen Neuer Johannisfriedhof. Inzwischen war dieser beim Leipziger Groß- und Bildungsbürgertum immer beliebter geworden. Das galt auch nach der 1886 erfolgten Eröffnung des Südfriedhofs, der weiter abgelegen war. Über 100, zum Teil sehr repräsentative Erbbegräbnisstellen auf dem Neuen Johannisfriedhof zeugten von seiner Bedeutung.
Für gefallene bzw. in Leipziger Lazaretten verstorbene Soldaten jeweils beider Kriegsparteien des Deutschen Krieges von 1866 und des Deutsch-Französischen Krieges 1870/1871 wurden besondere Gräberfelder jeweils mit größeren Denkmälern eingerichtet.
1881/1882 wurde die prächtige Trauerhalle vor der neunten Abteilung nach Plänen des Stadtbaudirektors Hugo Licht (1841–1923) errichtet. Dem zentralen Kuppelbau schlossen sich zu beiden Seiten Aufbahrungshallen an. Ebenfalls nach Plänen Lichts wurden die Gebäude am Friedhofseingang durch repräsentativere ersetzt. Den Höhepunkt seiner Bedeutung erreichte der Neue Johannisfriedhof um das Jahr 1900, als die Repräsentationsbestrebungen des Leipziger Bürgertums eine Ansammlung an Grabmalkunstwerken begründeten, wie sie in dieser Quantität und Qualität später auf dem Südfriedhof als Nachfolgeeinrichtung nicht mehr vorkam.
Während der Zeit des Nationalsozialismus wurden in den Abteilungen V 2, 3 und 5 über 100 Opfer der sogenannten Kinder-Euthanasie, also Opfer der organisierten Tötung von geistig und körperlich behinderten oder anderweitig verhaltensauffälligen Kindern und Jugendlichen, aus der Kinderfachabteilung der Heil- und Pflegeanstalt Leipzig-Dösen anonym in Urnengräbern bestattet.
Im Zweiten Weltkrieg erlitt der Neue Johannisfriedhof Bombenschäden, was auf die Nähe des physikalischen Instituts der Universität zurückzuführen ist, in dem die Alliierten Forschungsarbeiten für die Herstellung einer Atombombe vermuteten. Die Leichenhallen in den Seitenflügeln der Kapelle wurden zerstört. Die Kapelle selbst war beschädigt, konnte aber nach provisorischer Reparatur noch genutzt werden. 1950 wurde die Beisetzungstätigkeit auf dem Neuen Johannisfriedhof mit der Absicht eingestellt, hier später einen Park zu gestalten. Zu diesem Zeitpunkt ruhten etwa 140.000 Leipziger auf diesem Friedhof. Nach Einhaltung der Ruhefrist wurde der Friedhof am 1. Januar 1971 säkularisiert.
Dann begannen die systematische Zerstörung dieses kultur- und kunstgeschichtlich einmaligen Friedhofs und seine Umwandlung in einen Freizeitpark. Gruftanlagen wurden verfüllt, die Gräber beräumt und eingeebnet sowie die Trauerhalle abgerissen. Mit schwerer Technik wurden die Grabsteine zu einem mit Erde abgedeckten Hügel aufgetürmt, der später als Rodelhang dienen sollte. Damit wurde die ehemalige bürgerliche Elite der Stadt dem Vergessen anheimgegeben.
Lediglich 120 historisch wertvolle Grabmäler wurden nach Protesten zum Alten Johannisfriedhof verbracht, wo nach über zwei Jahrzehnten unbeaufsichtigter Lagerung jetzt, nach teilweiser Restaurierung, noch 58 im Lapidarium des Alten Johannisfriedhofs stehen (siehe unten). Am 20. Juli 1983 wurde schließlich der Friedenspark seiner Bestimmung übergeben.

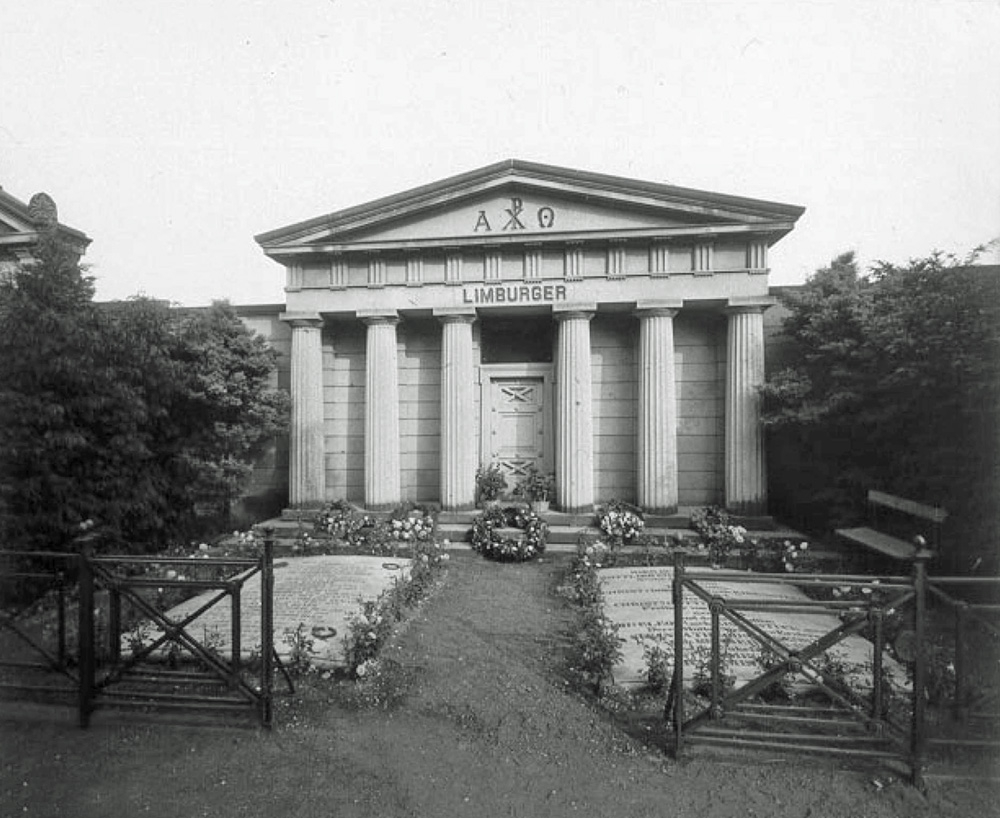
Grabanlage Familie Limburger
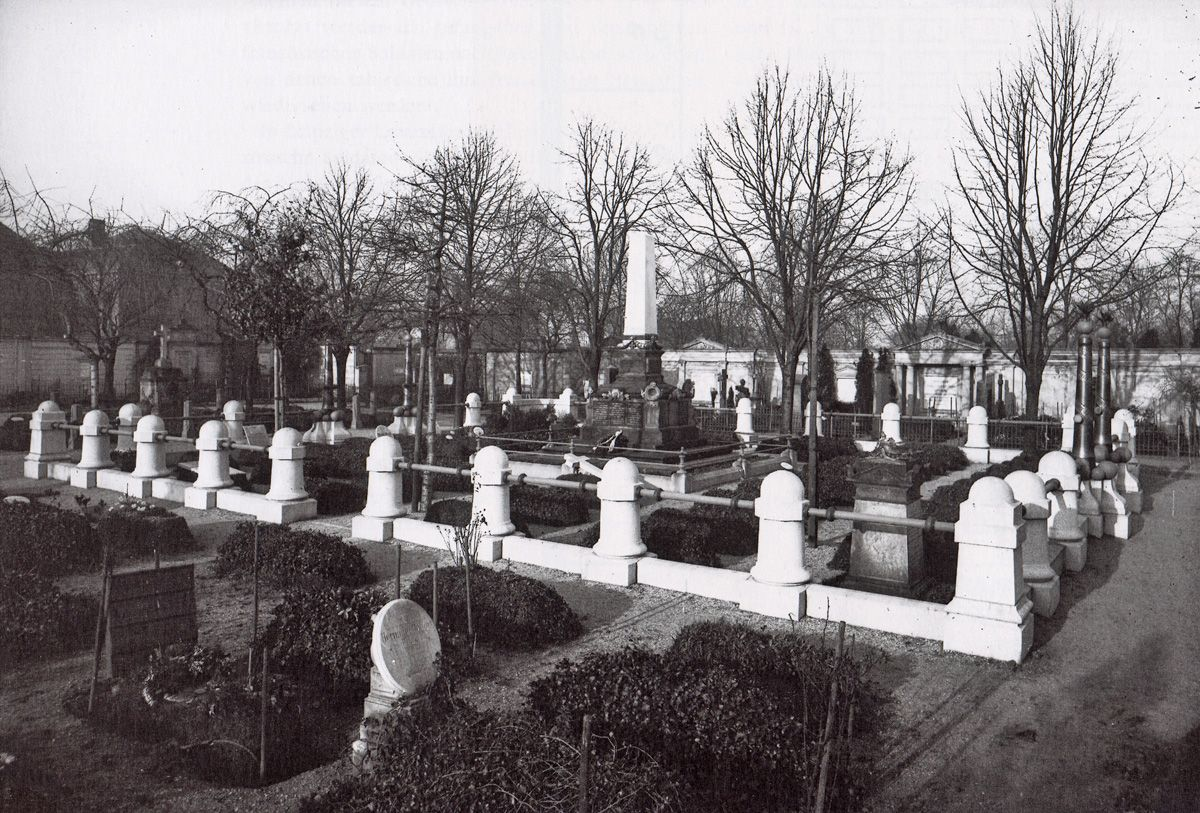
Gräberfeld und Denkmal für Gefallene von 1870/1871
Grabstätte Bernhard Windscheid, um 1900
Beisetzung Auguste Schmidt 1902
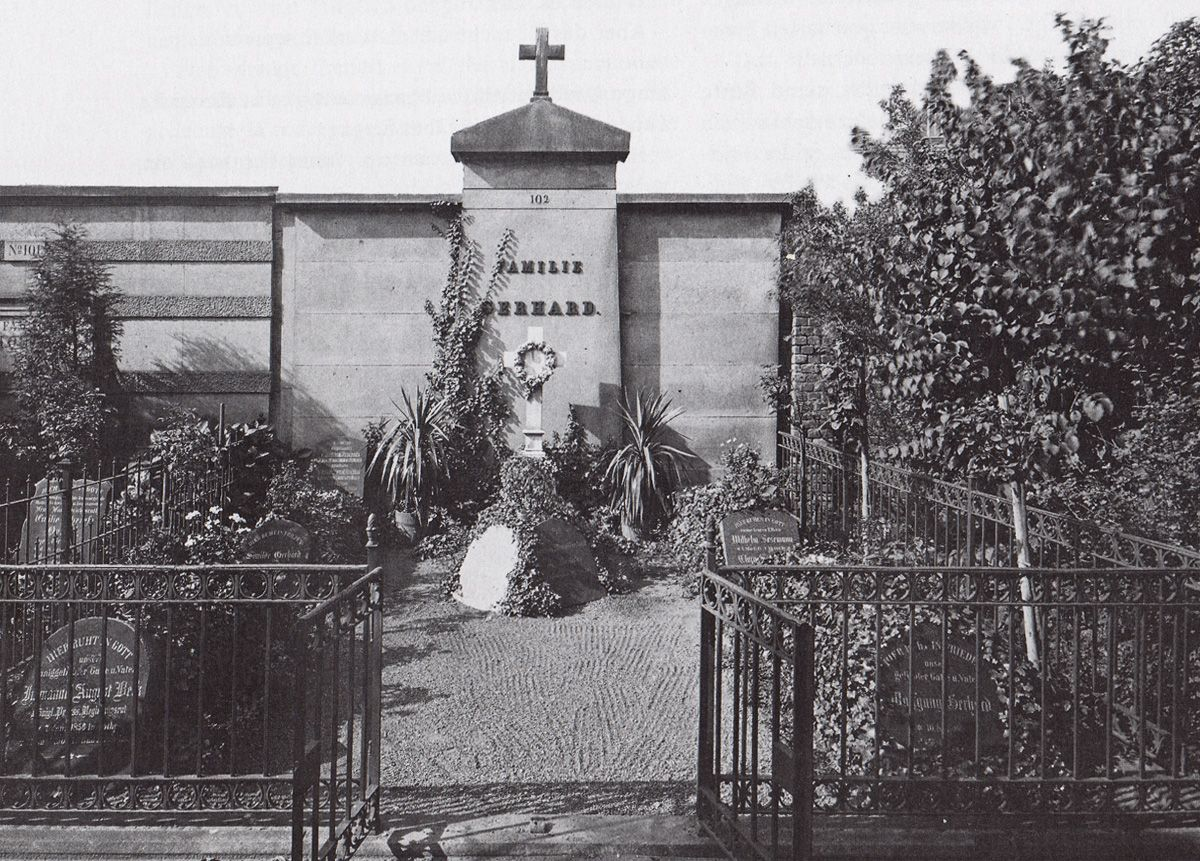
Grabstätte Familie Gerhard

## Zitat
„Im Oktober 1950 wird dieser große Friedhof der Leipziger durch Ortsgesetz für künftige Bestattungen für immer geschlossen – der eben erstandenen sozialistischen Republik fehlte jede Bereitschaft, diese zahllosen bedeutenden Grabstätten der Kommerzienräte, Geheimräte, berühmten Professoren der Universität, namhafter Architekten, Künstler und verdienstvoller Stifter für die Nachwelt zu erhalten.

Die Leistungen dieser bürgerlichen Eliten versanken in die Bedeutungslosigkeit, die herrliche Friedhofskapelle wurde dem Erdboden gleichgemacht, und nach Ablauf der 15jährigen Totenruhe begann man die systematische Zerstörung dieses kultur- und kunstgeschichtlich einmaligen Friedhofes und seine Umwandlung in einen Freizeitpark.

Inmitten dieses Parkes entsteht ein gewaltiger Hügel durch die Auftürmung tausender und abertausender Grabsteine, und die Verantwortlichen dieser barbarischen Kulturzerstörung empfehlen dem Volk die künftige Nutzung dieses Sepulcrum Lipsiense als Rodelberg. […]

Die einstigen Bildzeugnisse dieses großen Friedhofes sind beseitigt, und die Archivalien waren für die Historiker ohne Interesse. Und so ist die Erinnerung an diesen Ort der Toten nahezu vollständig verblasst, und kein einziges Wort oder Zeichen erinnert den Besucher des heutigen Friedensparkes noch an diesen Gottesacker. Lediglich das von Hugo Licht geschaffene Eingangsportal erinnert mit seinen in Stein gehauenen Palmwedeln und dem Kreuz an die über 140.000 Toten, die noch immer und wohl für alle Zeiten hier in ihren Grüften und Gräbern ruhen.“

## Bestattete Persönlichkeiten

### A
- Albin Ackermann (1826–1903), Verleger
- Alfred Ackermann-Teubner (1857–1941), Verleger
- Carl Gustav Aeckerlein (1832–1886), Architekt
- Wilhelm Eduard Albrecht (1800–1876), Staatsrechtler
- Ernst Anschütz (1780–1861), Komponist
- Heinrich Apel (1845–1889), Besitzer Rittergut Ermlitz, Kunstsammler
- Josefine von Artner (1869–1932), Sopranistin

### B
- Walter Bach (1869–1929), Violinist
- Wilhelm von Baensch (1828–1899), Verlagsbuchhändler, Stifter
- Adolph Ambrosius Barth (1827–1869), Verlagsbuchhändler
- Johann Ambrosius Barth (1835–1887), Verlagsbuchhändler
- Wilhelm Ambrosius Barth (1790–1851), Verlagsbuchhändler
- Ernst Emil Paul Barth (1858–1922), Philosoph und Pädagoge
- Gustav Baur (1816–1889), Theologe
- Juliane Wilhelmine Bause (1768–1837), Malerin
- Edmund Becker (1809–1877), Bankier, 1. Präsident der Handelskammer Leipzig
- Ernst Becker (1843–1912), Astronom
- Hermann Beckmann (1819–1901), Kaufmann, Konsul
- Rudolf Bergner (1860–1899), Reiseschriftsteller
- Gustav Friedrich von Beyer (1812–1889), Badischer Kriegsminister
- Otto Beyer (1854–1934), Verleger
- Heinrich Biagosch (1856–1924), Maschinenfabrikant
- Adolf Blomeyer (1830–1889), Agrarwissenschaftler
- Martin Blüher (1846–1908), Begründer des Deutschen Kellnerbundes
- Bruno Blüthner (1869–1946), Pianifortefabrikant
- Julius Blüthner (1824–1910), Klavierbauer, Pianofortefabrikant
- Max Adolf Blüthner (1862–1919), Pianofortefabrikant
- Robert Blüthner (1863–1941), Pianofortefabrikant
- Philipp Heinrich Blum (1802–1878), Rauchwarenhändler
- Franz Fürchtegott Böhme (1856–1932), Jurist
- Hans Reinhold Boerner (1877–1947), Kunsthändler
- Max Bösenberg (1847–1918), Architekt
- Georg Bötticher (1849–1918), Schriftsteller, Vater von Joachim Ringelnatz
- Edwin Bormann (1851–1912), Schriftsteller, Naturwissenschaftler
- Georg Emil von Bornemann (1813–1869), Konsul, Minister GHzt. Mecklenburg
- Frederik Richard Brandstetter (1871–1939), Verlagsbuchhändler
- Johanna Brandstetter (1849–1906), Mäzenatin der Frauenbildung
- Oscar Brandstetter (1846–1915), Verleger
- Albert Braune (1799–1848), Mediziner, Pathologe
- Christian Wilhelm Braune (1831–1892), Anatom
- Carl Gustav Brauns (1854–1929), Buchhändler
- Friedrich Wilhelm Gustav Brauns (1820–1890), Buchhändler
- Gustav Brauns (1847–1904), Buchhändler
- Ernst Bredt (1829–1882), Verleger
- Gustav Brinkmann (1861–1927), Kupferstecher
- Albert Brockhaus (1855–1921), Verleger
- Arnold Eduard Brockhaus (1861–1941), Kaufmann
- Clemens Brockhaus (1837–1877), Theologe
- Eduard Brockhaus (1829–1914), Verlagsbuchhändler
- Friedrich Arnold Brockhaus (1772–1823), Verleger
- Friedrich Brockhaus (1838–1895), Jurist
- Heinrich Brockhaus (1804–1874), Verleger
- Heinrich Rudolf Brockhaus (1838–1898), Verleger
- Hermann Brockhaus (1806–1877), Orientalist
- Carl Bruhns (1830–1881), Astronom
- Curt Ludwig Franz von Burgsdorff (1849–1922), Kreishauptmann
- Ludwig von Burgsdorff (1812–1875), Kreishauptmann
- Auguste Busch (1829–1907), Pädagogin und Schulgründerin

### C
- Heinrich Wilhelm Campe (1771–1862), Wollgroßhändler, Kunstsammler
- Ernst Carstanjen (1836–1884), Chemiker
- Ludwig Cerutti (1789–1858), Pathologe
- Paul Theodor Cichorius (1818–1868), Vize-Bürgermeister, Ehrenbürger
- Lorenz Clasen (1812–1899), Historienmaler
- Ernst Adolf Coccius (1825–1890), Augenarzt und Hochschullehrer
- Julius Friedrich Cohnheim (1839–1884), Pathologe
- Carl Eduard Cramer (Publizist) (1817–1886), Privatgelehrter, demokratischer Publizist
- Wilhelm Alexander von Crayn (1871–1934), Verlagsbuchhändler
- Hermann Credner (1841–1913), Geowissenschaftler
- Georg Curtius (1820–1885), Philologe
- Johann Nepomuk Czermak (1828–1873), Physiologe

### D
- Ferdinand David (1810–1873), Konzertmeister des Gewandhauses
- Louis Davignon (1845–1910), Kaufmann,
- Naoum Dedo (1842–1884), Rauchwarenhändler
- Herrmann A. L. Degener (1874–1943), Verleger
- Otto Delitsch (1821–1882), Geograph
- Hans Demiani (1857–1911), Jurist, Zinnsammler
- Alphonse Devrient (1821–1878), Begründer von Giesecke+Devrient
- Rudolf Dietsch (1814–1875), Historiker
- Friedrich Wilhelm Dodel (1862–1933), Rauchwarenhändler
- Heinrich Dodel (1853–1902), Rauchwarenhändler
- Wilhelm Dodel (1825–1895), Rauchwarenhändler
- Ottilie Döring, geb. Thieme (1819–1903), Stifterin
- Heinrich Dörrien (1786–1858), Jurist, Ratsherr
- Léon Douffet (1840–1895), Verleger
- Hans Driesch (1867–1941), Biologe
- Alphons Dürr (1828–1908), Verleger
- Elisabeth Dürr, geb. Gontard (1868–1944), Verlegerin
- Johannes Dürr (1867–1910), Verleger, Politiker
- Otto Friedrich Dürr (1832–1905), Begründer der Dürr’schen Buchhandlung
- Albert Dufour-Féronce (1798–1861), Unternehmer, Eisenbahnpionier
- Gustav Heinrich Duncker (1815–1882), Kaufmann, Stifter
- Peter Dybwad (1859–1921), Architekt

### E
- Friedrich August Eckstein (1810–1885), Philologe und Pädagoge
- Adolf Ehrhardt (1813–1889), Kunstmaler
- Adolf Eltzner (1816–1891), Architekt, Maler
- Albert Theodor Engelmann (1821–1876), Buchhändler
- Rudolf Engelmann (1841–1888), Verleger
- Wilhelm Engelmann (1808–1878), Verleger
- Christoph Friedrich Enke (1752–1839), Pastor der Nikolaikirche
- Friedrich Erler (1820–1889), Rauchwarenhändler
- Max Erler (1852–1900), Rauchwarenhändler

### F
- Gustav Theodor Fechner (1801–1887), Physiker und Naturphilosoph
- Arthur Hermann Felix (1831–1870), Verleger
- Johannes Felix (1859–1941), Paläontologe
- Wilhelm Felsche (1798–1867), Kaffehausgründer, Stadtrat
- Julius Gustav Feurich (1821–1900), Pianofortefabrikant
- Heinrich Fikentscher (1870–1930), Großbuchbindereibesitzer
- Georg Friedrich Fleischer (1794–1863), Buchhändler, Stadtältester
- Ferdinand Traugott Flinsch (1792–1849), Papierfabrikant
- Gustav Ferdinand Flinsch (1823–1875), Großkaufmann
- Fedor Flinzer (1832–1911), Illustrator
- August Adolf Focke (1817–1885), Kaufmann, Stifter
- August Robert Forberg (1833–1880), Gründer Forberg-Verlag
- Otto Forberg (1862–1941), Musikverleger
- Robert Max Forberg (1861–1920), Verlagsbuchhändler
- August Hermann Francke (1842–1881), Pianofortefabrikant
- Hermann Francke (1822–1898), Buchhändler
- Karl Christian Francke (1792–1868), Kürschner
- Karl Gottlob Francke (1807–1861), Chirurg
- Reinhold Hermann Francke (1861–1929), Buchhändler
- Richard Woldemar Francke (1856–1929), Buchhändler
- Christian Alexander Frege (1811–1881), Bankier
- Christian Ferdinand Frege (1780–1821), Bankier
- Georg Freiesleben (1839–1919), Jurist
- Emil Albert von Friedberg (1837–1910), Jurist
- Max Friedländer (1842–1909), Mediziner
- Hermann Traugott Fritzsche senior (1809–1887), Kaufmann
- Hermann Traugott Fritzsche junior (1843–1906), Kaufmann
- Otto Hermann Fritzsche (1882–1908), Flugpionier

### G
- Richard Erich Gadegast (1853–1943), Generalleutnant
- Hugo Gaudig (1860–1923), Reformpädagoge
- Carl Geibel (1806–1884), Verleger
- Wolf Friedrich Wilhelm Geibel (1844–1914), Verleger
- Julius Gensel (1835–1916), Jurist, Politiker
- Adolar Gerhard (1825–1897), Jurist, Schriftsteller
- Wilhelm Gerhard (1780–1858), Dichter und Goethefreund
- Georg Friedrich Giesecke (1853–1930), Unternehmer
- Hermann Giesecke (1831–1900), Unternehmer
- Theodor Bruno Giesecke (1835–1905), Buchdruckereibesitzer
- Gustav Rudolf Gödecke (1810–1882), Unternehmer
- Rudolf Alexander Gödecke (1837–1891), Kaufmann
- Ernst Alfred Göhring (1836–1896), Großkaufmann, Generalkonsul
- William Göhring (1843–1926), Konsul
- Albert Wilhelm Gustav Goetz (1821–1898), Politiker
- Henriette Grabau-Bünau (1805–1852), Sängerin
- Karl Friedrich Graubner (1837–1898), Verleger
- Johann Georg Grimpe (1852–1927), Besitzer des Thüringer Hofs
- Georg Grimpe (1889–1936), Zoologe
- Sidonie Groeppler, geb. Thieme (1821–1904), Stifterin
- Karl Friedrich Gerhard Gruner (1768–1837), Ratsherr
- Carl Robert Gruner (1834–1901), Großkaufmann, Stadtrat
- Friedrich Wilhelm Grunow (1816–1877), Verleger
- Johannes Grunow (1845–1906), Verleger
- Gustav Biedermann Günther (1801–1866), Chirurg
- Karl Friedrich Ludwig Gurckhaus (1821–1884), Musikalienhändler

### H
- Julius Hermann Haake (1836–1911), Gynäkologe, Stifter
- Therese Helene Haake, geb. Kühn (1843–1881), Stifterin, Namensgeberin Helenenstraße
- Gustav Friedrich Hänel (1792–1878), Jurist
- Raymund Härtel (1810–1888), Verleger
- Arthur Haferkorn (1860–1923), Maler, Studienrat
- Konrad Hagen (1868–1925), Justizrat
- Wilhelm Gottlieb Hankel (1814–1899), Physiker
- Ernst Albert Hauffe (1834–1879), Besitzer des Hotels Hauffe
- Wilhelm Hermann Hammig (1838–1925), Geigenbauer
- Moritz Hauptmann (1792–1868), Komponist
- Julius Harck (1827–1908), Stadtrat, Kunstsammler, Mäzen
- Fritz von Harck (1855–1917), Kunsthistoriker, Mäzen
- Carl Heine (1819–1888), Unternehmer, Industriepionier
- Friedrich Adolf Heinichen (1805–1877), Philologe. Hrsg. Wörterbuch
- Gottfried Hermann (1772–1848), Philologe
- Conrad Hermann (1819–1897), Philosoph
- Curt Hillig (1865–1939), Jurist
- Friedrich Eduard Hillig (1834–1882), Rechtsanwalt, Begründer Leipziger Anwaltvereins
- Carl Hinkel (1793–1817), Dichter, Freiheitskämpfer
- Arnold Hirt (1843–1928), Verleger
- Wilhelm His (1831–1904), Anatom
- Franz Adolf Hofmann (1843–1920), Mediziner
- Richard Hofmann (1844–1918), Komponist
- Karl Hoffmann (1824–1873), Besitzer des Schützenhauses
- Oskar von Hoffmann (1832–1912), Bankier, Theosoph
- Franziska Holberg (1823–1901), Stifterin
- Franz von Holstein (1826–1878), Komponist
- Felix Hübel (1874–1922), Verleger, Schriftsteller und Sammler

### J
- Gustav Jäger (1808–1871), Kunstmaler
- Rudolf Jay (1865–1926), Chemiker, Galvanotechniker
- Hermann Joseph (1811–1869), Jurist und Politiker

### K
- Carl Bernhard Kästner (1825–1889), Fabrikant (speziell Tresore)
- Adolph Keil (1822–1890), Legationsrat, Rittergutsbesitzer
- Ernst Keil (1816–1878), Verleger der Gartenlaube
- Friedrich Otto Keilberg (1814–1861), Kaufmann
- Carl Huldreich Theodor Kerndt (1821–1888), Nationalökonom, Agrochemiker
- Soter Johann Keskari (1821–1878), Pelzwarenhändler
- Julius Robert Kiehle (1829–1906), Nähmaschinenfabrikant
- Theodor Kind (1799–1868), Jurist, Neogräzist
- Carl Theodor Kirsten (1834–1912), Rauchwarenhändler
- Erich Klien (1881–1940), Jurist, Ministerialbeamter
- Emilie Auguste Klinger geb. Richter (1821–1906), Mutter von Max Klinger
- Heinrich Louis Klinger (1816–1896), Vater von Max Klinger
- Bruno Gustav Klinkhardt (1843–1897), Verleger
- Julius Klinkhardt (1810–1881), Verleger
- Robert Julius Klinkhardt (1841–1908), Verleger
- Viktor Heinrich Klinkhardt (1877–1940), Verleger
- Richard Klotz (1846–1892), Philologe
- Otto Koch (1810–1876), Politiker und Bürgermeister
- Bernhard Koehler (1845–1930), Kunstmaler
- Hugo Koehler (1850–1894), Verlagsbuchhändler, Antiquar
- Karl Franz Koehler (1843–1897) Verlagsbuchhändler
- Karl Franz Koehler (1878–1918), Verlagsbuchhändler
- Kurt Koehler (1883–1945), Verleger
- Heinrich König (1857–1901), Unternehmer
- Hermann Kolbe (1855–1909), Chemiker
- Carl Kolbe (1855–1909), Chemiker
- Karl Krause (1823–1902), Maschinenfabrikant
- Moritz Krause (1822–1888), Stadtrat
- Ernst Kroker (1859–1927), Bibliothekar und Historiker
- Richard Amadeus Krüger (1840–1903), Unternehmer
- Otto Bernhard Kühn (1800–1863), Chemiker
- Carl Ernst Otto Kuntze (1843–1907), Botaniker
- Albrecht Kurzwelly (1868–1917), Kunsthistoriker
- Johannes Kurzwelly (1867–1922), Kunsthistoriker

### L
- Hans Lamer (1873–1939), Philologe
- Carl Lampe (1804–1889), Unternehmer und Eisenbahnpionier
- Carl Victor Lampe-Vischer (1836–1907), Buchhändler
- Max Lange (1832–1899), Verleger
- Paul Lange (1853–1932), Architekt
- Gotthard Victor Lechler (1811–1888), Theologe
- Rudolf Leuckart (1822–1898), Zoologe
- Bernhard Leuthier (1832–1908), Baumeister, Architekt
- Georg Moritz Ludwig Leyser (1816–1881), Mechaniker, Erfinder der Leipziger Krankenthermometer
- Georg Leyser (1862–1899), Fieberthermometerfabrikant
- August Lieberoth (1809–1878), Bankier
- Max Lieberoth-Leden (1852–1911), Bankier
- Felix Liebeskind (1837–1898), Verleger
- Josef Franz Liebeskind (1866–1916), Komponist
- Jacob Bernhard Limburger (1770–1847) Seidenwarenfabrikant
- Julius Bernhard Limburger (1857–1902), Industrieller
- Paul Bernhard Limburger (1826–1891), Kaufmann, Konsul
- Paul Bernhard Limburger (1861–1905), Industrieller
- Walther Bernhard Limburger (1865–1922), Justizrat, Stadtrat
- Friedrich Wilhelm Lindner (1779–1864), Theologe
- Wilhelm Bruno Lindner (1814–1876), Theologe
- Ludwig Lippert-Dähne (1810–1880), Mediziner, Stadtältester
- Adolph List (1823–1885) Kaufmann und Mitbegründer von Fahlberg-List
- Friedrich Jacob Alfred List (1829–1882), Bankier
- Paul List (1869–1929), Verleger
- Eberhard Heinrich Löhr (1725–1798), Bankier, Ratsherr
- Heinrich Lomer (1875–1906), Kunstmaler
- Carl Ludwig (1816–1895), Physiologe

### M
- Rudolf Madack (1844–1897), Bankier
- Anton Mädler (1864–1925), Kofferfabrikant und Mäzen
- Christian Mansfeld (1819–1893), Maschinenfabrikant
- Gotthard Oswald Marbach (1810–1890), Philosoph und Dichter
- Ernst Albert Masius (1797–1865), Jurist, Hofrat
- Hermann Masius (1818–1893), Pädagoge und Professor
- Wilhelm Maurenbrecher (1838–1892), Historiker
- Adolph Mayer (1839–1908), Mathematiker
- Emil Apollo Meißner (1827–1884), Mediziner
- Otto Heinrich Meißner (1843–1912), Kaufmann und Stadtrat
- Moritz Meltzer (1836–1912), Geheimer Justizrat
- Paul Möbius (1866–1907), Architekt
- Eduard Morgenstern (1800–1867), Jurist, Universitätsrichter
- Ignaz Moscheles (1794–1870), Komponist und Pianist
- Charlotte Moscheles (1805–1889), Schriftstellerin
- Oskar Mothes (1828–1903), Architekt
- Curt Mühlberg (1852–1911), Musikverleger
- Ernst Mühlberg (1849–1924), Notendruckereibesitzer
- Carl Otto Müller (1819–1898), Jurist
- Friedrich Konrad Müller (1823–1881), Dichter
- Richard Müller (?–?), Dirigent

### N
- Karl Guido Nakonz (1833–1907), Mediziner, Komponist
- Otto Nauhardt (1854–1915), Buchhändler
- Alfred Naumann (1847–1917), Fotograf
- Constantin Georg Naumann (1843–1911), Verleger Nietzsches
- Gustav Naumann (1866–1946), Schriftsteller
- Oswald Naumann (1833–1904), Internist, Dozent
- Carl Gottfried Neumann (1832–1925), Mathematiker
- Friedrich Nies (1805–1870), Buchdruckereibesitzer

### O
- Martin Oberdörffer (1865–1926), Bariton, Komponist
- Richard Oberländer (1832–1891), Schriftsteller
- Adam Friedrich Oeser (1717–1799), Kunstmaler
- Maximilian Oelsner (1859–1912), Musikalienhändler
- Paul Oldenbourg (1862–1938), Verleger
- Ernst Robert Osterloh (1813–1884), Jurist
- Louise Otto-Peters (1819–1895), Schriftstellerin, Frauenrechtlerin
- Johannes Overbeck (1826–1895), Archäologe

### P
- Oscar Paul (1836–1898), Musikwissenschaftler
- August Peters (1817–1864), Schriftsteller, Journalist (Pseudonym: Elfried von Taura)
- Walter Petsch (1825–1903), Reichsgerichtsrat
- Heinrich Alexander Platzmann (1828–1912), Amtshauptmann Leipzig
- Eduard Friedrich Poeppig (1798–1868), Zoologe
- Heinrich Ernst Poeschel (1841–1927), Buchdruckereibesitzer
- Eduard Pötzsch (1803–1889), Architekt
- Johannes Poppitz (1911–1943), Staatsrechtler
- Karl Friedrich von Posern-Klett (1798–1849), Numismatiker, Stadtrat
- Karl Friedrich von Posern-Klett (1830–1875), Archivar, Historiker
- Wilhelm Praetorius (1868–1948), Rauchwarenhändler
- Eduard Prell-Erckens (1814–1898), Großkaufmann und Konsul
- Hermann Prell (1854–1922), Historienmaler
- Walter Prell (1857–1935), Landschaftsmaler
- Wilhelm Pückert (1830–1897), Historiker

### R
- Justus Radius (1797–1884), Pathologe
- Paul Ranft (1854–1938), Bauingenieur
- Carl Moritz Rechenberg (1847–1890), Professor am Instituto tecnico Bari
- Anton Philipp Reclam (1807–1896), Verleger
- Hans Emil Reclam (1881–1943), Verleger
- Hans Heinrich Reclam (1840–1920), Verleger
- Karl Heinrich Reclam (1821–1887), Mediziner
- Alois Reckendorf (1841–1911), Komponist
- Otto Richard Reisland (1841–1914), Verleger
- Rudolph Alexander Renkwitz (1828–1910), Kaufmann und Stifter
- Max Rentsch (1837–1889), Druckereibesitzer
- Carl Riedel (1827–1888), Kapellmeister
- Friedrich Ritschl (1806–1876), Philologe
- Friedrich Philipp Ritterich (1782–1866), Professor für Augenheilkunde
- Carl Gottlieb Röder (1812–1883), Druckereibesitzer
- Ferdinand Rhode (1802–1872), Kaufmann, Mäzen
- Wilhelm Roscher (1817–1894), Nationalökonom und Historiker
- Adolf Roßbach (1822–1898), Verleger
- Arwed Roßbach (1844–1902), Architekt
- Benediktus Arthur Roßbach (1849–1882), Buchhändler
- Emil Adolf Roßmäßler (1806–1867), Naturforscher
- Adolf Rost (1859–1934), Buchhändler
- Christian Friedrich Adolf Rost (1790–1856), Buchhändler
- Hermann Rost (1822–1896), Buchhändler
- Christian Friedrich Rudolph Rüder (1809–1890), Jurist
- Karl August Rudolf Rüder (1852–1912), Politiker
- Curt Rüger (1867–1930), Kunstmaler

### S
- Eugen Sachsenröder (1844–1901), Unternehmer (Sachsenröder & Gottfried), dänischer Generalkonsul
- Ernst Friedrich Schade (1848–1941), Baumeister, Architekt
- Carl Schall (1856–1939), Chemiker
- Christian Hermann Schellenberg (1816–1862), Organist an St. Nicolai
- Adolf Heinrich Schletter (1793–1853), Kaufmann und Stifter
- Johann Gottlieb Schlobach (1784–1866), Mühlenbesitzer
- Auguste Schmidt (1833–1902), Lehrerin und Frauenrechtlerin
- Walther Bernhard Schmidt (1853–1916), Naturwissenschaftler
- Julius Heinrich Moritz Schomburgk (1815–1880), Großkaufmann
- Wilhelm Robert Schomburgk (1850–1880), Historiker
- Daniel Paul Schreber (1842–1911), Jurist
- Moritz Schreber (1808–1861), Arzt
- Adolph Schütte-Felsche (1832–1908), Schokoladenfabrikant
- Paul Robert Schuster (1841–1877), Theologe
- Carl Otto Wilmar Schwabe (1879–1935), Apotheker, Großkaufmann
- Willmar Schwabe (1839–1917), Homöopath und Apotheker
- Christian Friedrich Schwägrichen (1775–1853), Botaniker
- Johann August Schwägrichen (1773–1845), Senator, Stadthauptmann
- Gotthilf Wilhelm Schwartze (1787–1855), Mediziner
- Eugen Segnitz (1862–1927), Musikschriftsteller
- Friedrich Herman Semmig (1820–1897), Schriftsteller
- Friedrich Theophilus Sohlmann (1795–1863), Kaufmann, Stadtältester
- Hugo Sonnenkalb (1816–1887), Mediziner
- Otto Spamer (1820–1886), Verleger
- Anton Springer (1825–1891), Kunsthistoriker
- Ludwig Staackmann (1830–1896), Verleger
- August Stecher (1833–1896), Fotograf
- Melchior zur Strassen (1832–1896), Bildhauer
- Konrad Sturmhoefel (1858–1916), Historiker und Pädagoge

### T
- Heinrich Adolph Täschner (1786–1868), Apotheker, Homöopath
- Christian Bernhard Freiherr von Tauchnitz (1816–1895), Verleger
- Christian Karl Bernhard Freiherr von Tauchnitz (1841–1921), Verleger
- Benedictus Gotthelf Teubner (1784–1856) und Angehörige, Verleger
- Alfred Thieme (1830–1906), Unternehmer, Kunstsammler, Stifter
- Ulrich Thieme (1865–1922), Kunsthistoriker (Thieme-Becker)
- Carl Thiersch (1822–1895), Mediziner
- Louis Thomas (1815–1878), Pädagoge
- Johannes von Tischendorf (1850–1923), Senatspräsident
- Konstantin von Tischendorf (1815–1874), Theologe
- Ernst tom Have (1806–1877), kaiserl.-russ. Generalkonsul
- Friedrich Traumüller (1845–1906), Pädagoge, Naturwissenschaftler
- Emil Immanuel Trefftz (1816–1895), Handelsherr, Sänger
- Erich Trefftz (1888–1937), Mathematiker
- Johannes Immanuel Trefftz (1864–1913), Archivdirektor Weimar
- Oskar Trefftz (1848–1906), Kaufmann
- Carl Bruno Tröndlin (1835–1908), Oberbürgermeister von Leipzig
- Johann Christian Friedrich Tuch (1806–1867), Orientalist, Rektor der Universität
- Paula Tullinger (1860–1925), Sopranistin
- Heinrich Gottlieb Tzschirner (1778–1828), Theologe

### V
- August Friedrich Viehweger (1836–1919), Architekt
- Carl Friedrich David Voerster (1826–1899), Buchhändler
- Johann Karl Christoph Vogel (1795–1862), Pädagoge
- Georg Voigt (1827–1891), Historiker
- Moritz Voigt (1826–1905), Jurist
- Friedrich Volckmar (1799–1876), Buchhändler
- Otto Friedrich Volckmar (1834–1887), Buchhändler
- Albert Vollsack (1838–1912), Rittergutsbesitzer, Stifter
- Robert Julius Vollsack (1804–1888), Jurist
- Julius Leopold Voß (1833–1895), Verleger

### W
- Rudolf Wachsmuth (1828–1890), Jurist
- Ernst L. Wagner (1829–1888), Pathologe
- Franz Reinhard Wagner (1824–1900), Verleger, Stadtrat
- Kurt Wahle (1854–1928), Generalleutnant
- Eduard Friedrich Weber (1806–1890) Physiologe
- Ernst Heinrich Weber (1795–1878), Physiologe und Anatom
- Johann Jacob Weber (1803–1880), Verleger
- August Weigel (1773–1846), Buchhändler, Gründer des ersten Auktionshauses in Dtl.
- Felix Oswald Weigel (1849–1905), Buch- und Kunsthändler
- Theodor Oswald Weigel (1812–1881), Verleger
- Rudolf Wenck (1820–1880), Reichsgerichtsrat
- Woldemar Bernhard Wenck (1819–1905), Historiker
- August Franz Werner (1792–1879), Advocat, Ehrenbürger von Leipzig
- Anton Westermann (1806–1869), Philologe
- Georg Wigand (1808–1858), Verleger
- Martin Wigand (1847–1891), Verleger
- Walter Willhöfft (1873–1936), Jurist, Reichsgerichtsrat
- Ernst Windisch (1844–1918), Sprachwissenschaftler
- Bernhard Windscheid (1817–1892), Rechtsgelehrter
- Katharina Windscheid (1859–1943), Lehrerin und Frauenrechtlerin
- Georg Benedikt Winer (1789–1858), Theologe, Kirchenrat
- Gustav Wohlgemuth (1863–1937), Chordirigent und Komponist
- Hugo Wolff-Röder (1836–1915), Druckereibesitzer
- Bruno Wollstädter (1878–1940), Bildhauer
- Carl Reinhold August Wunderlich (1815–1877), Medizinhistoriker
- Gustav Wustmann (1844–1910), Philologe und Historiker
- Heinrich Wuttke (1818–1876), Historiker

### Z
- Louis Zander (1810–1877), Buchhändler, Erster Barsortimentierer
- Friedrich Zarncke (1825–1891), Germanist
- August Christian Adolf Zestermann (1807–1869), Kunsthistoriker
- Carl Friedrich Zöllner (1800–1860), Komponist
- Karl Friedrich Zöllner (1834–1882), Physiker, Astronom
- Johann Zschocher (1821–1897) Musiklehrer
- Arthur Zweiniger (1879–1947), Bildhauer, Schriftsteller
- Gustav Zweiniger (1841–1911), Kommerzienrat

Unter den Persönlichkeiten der Liste befinden sich neun Ehrenbürger von Leipzig.

## Auf den Alten Johannisfriedhof umgesetzte Grabmale

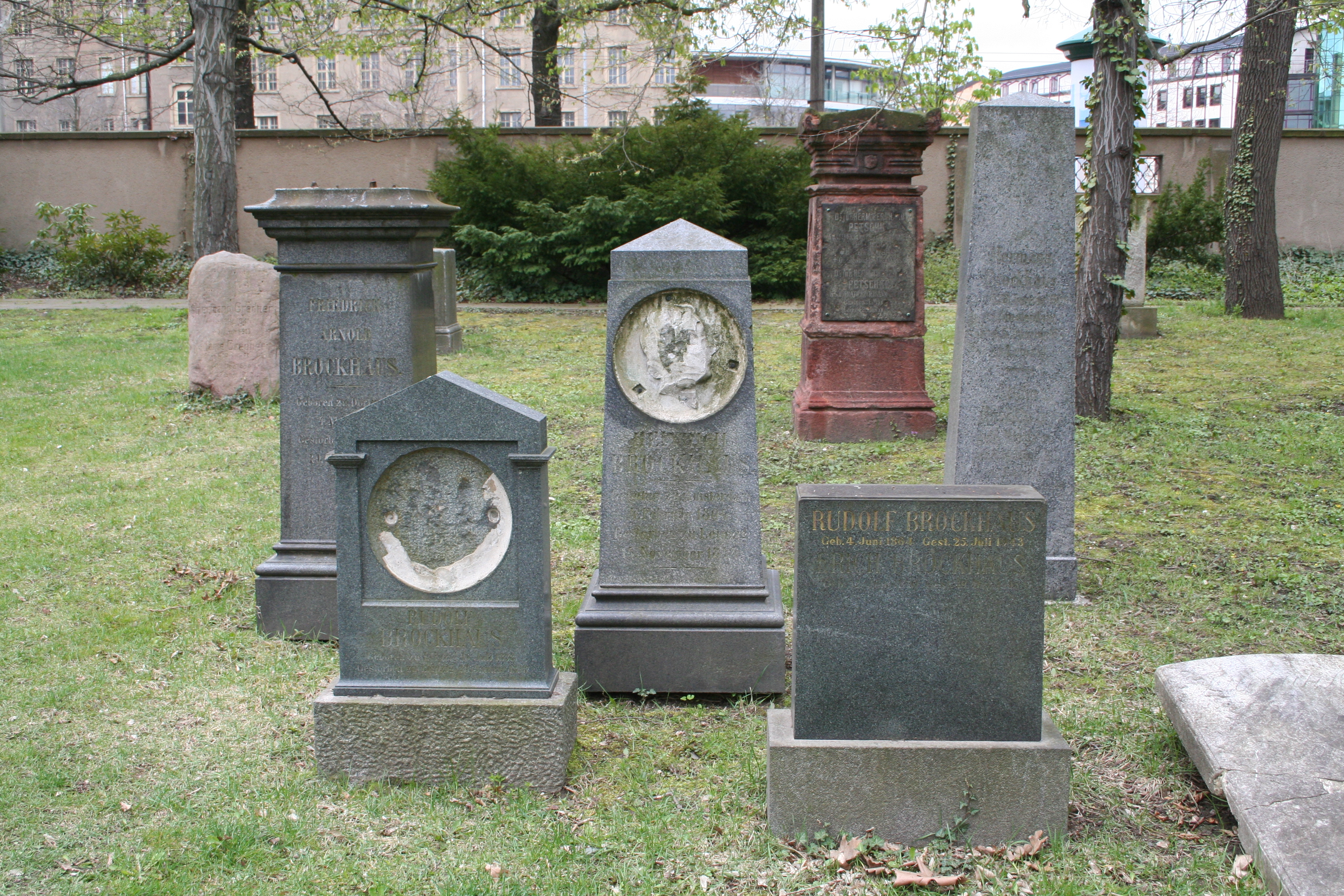
Familie Brockhaus
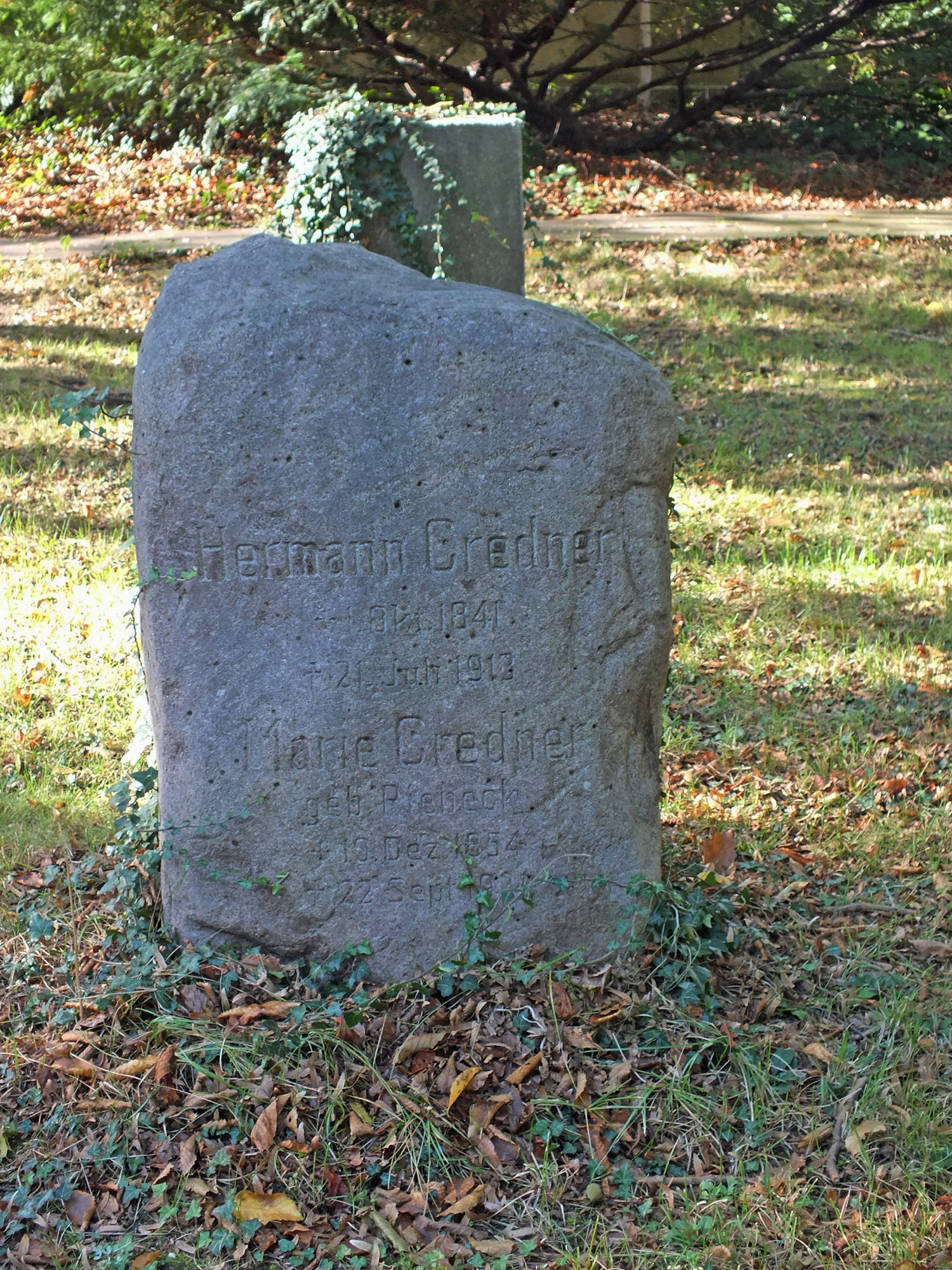
Hermann Credner
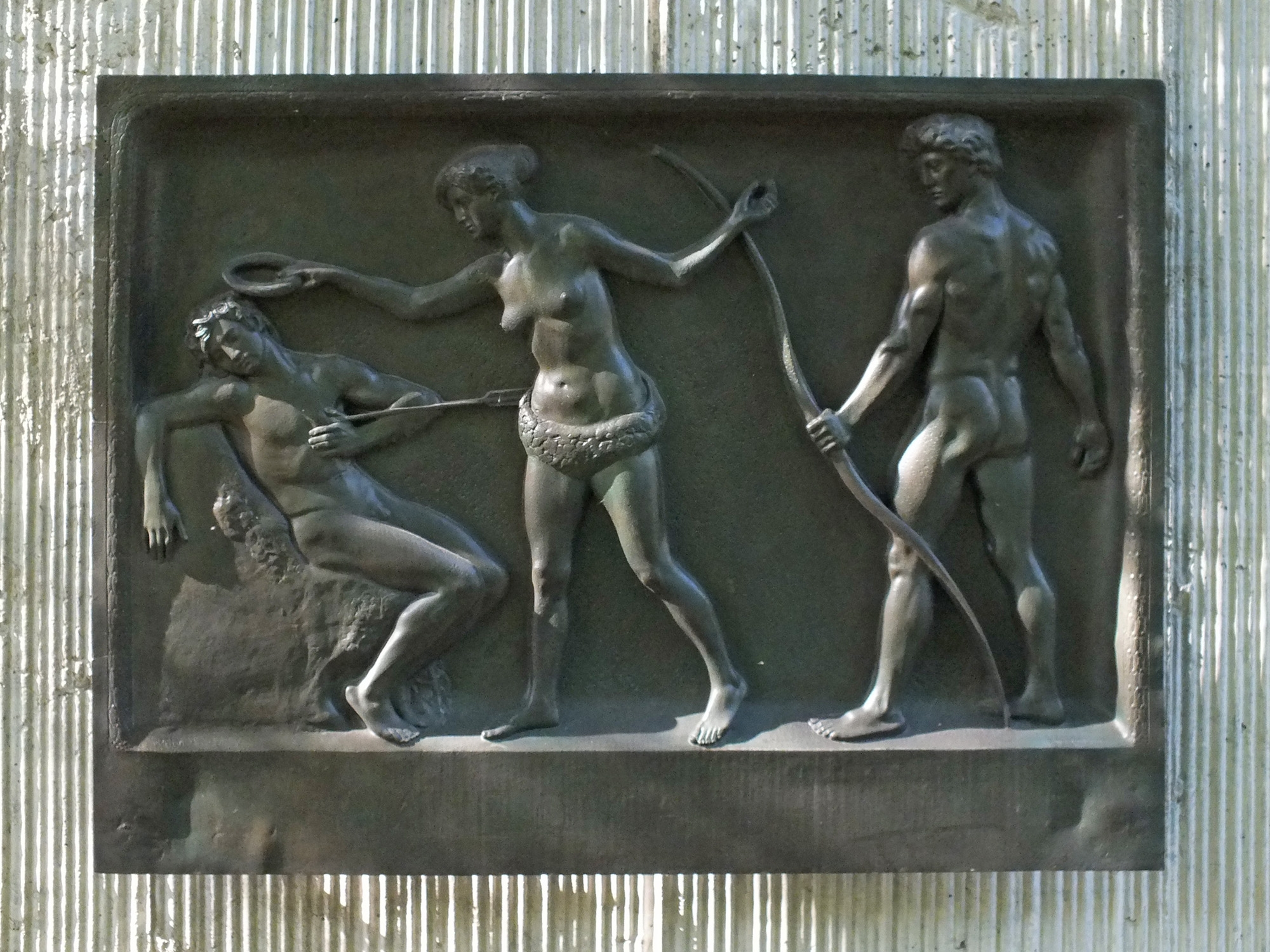
Carl Heine (Bronzerelief von Georg Wrba)
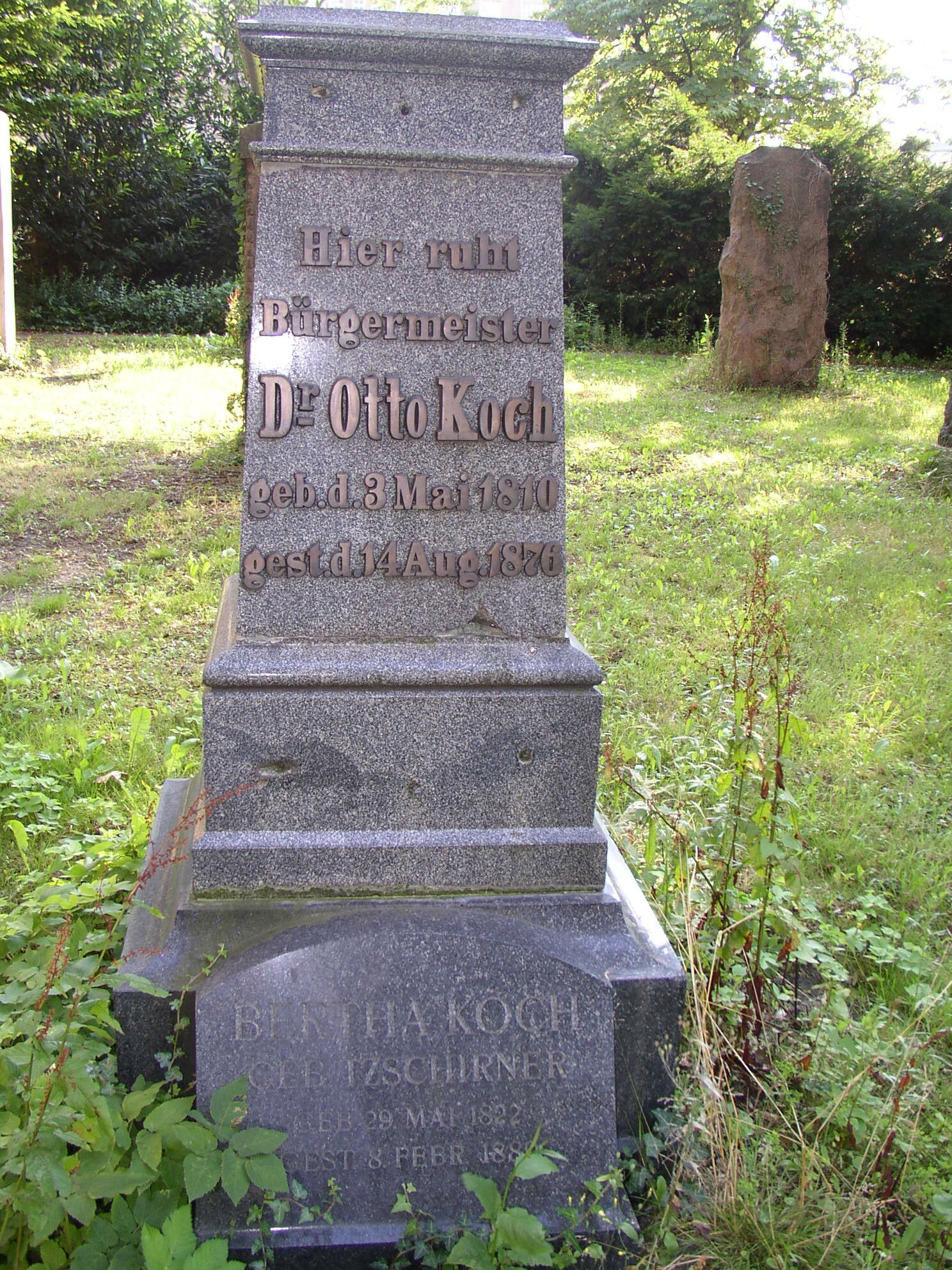
Otto Koch
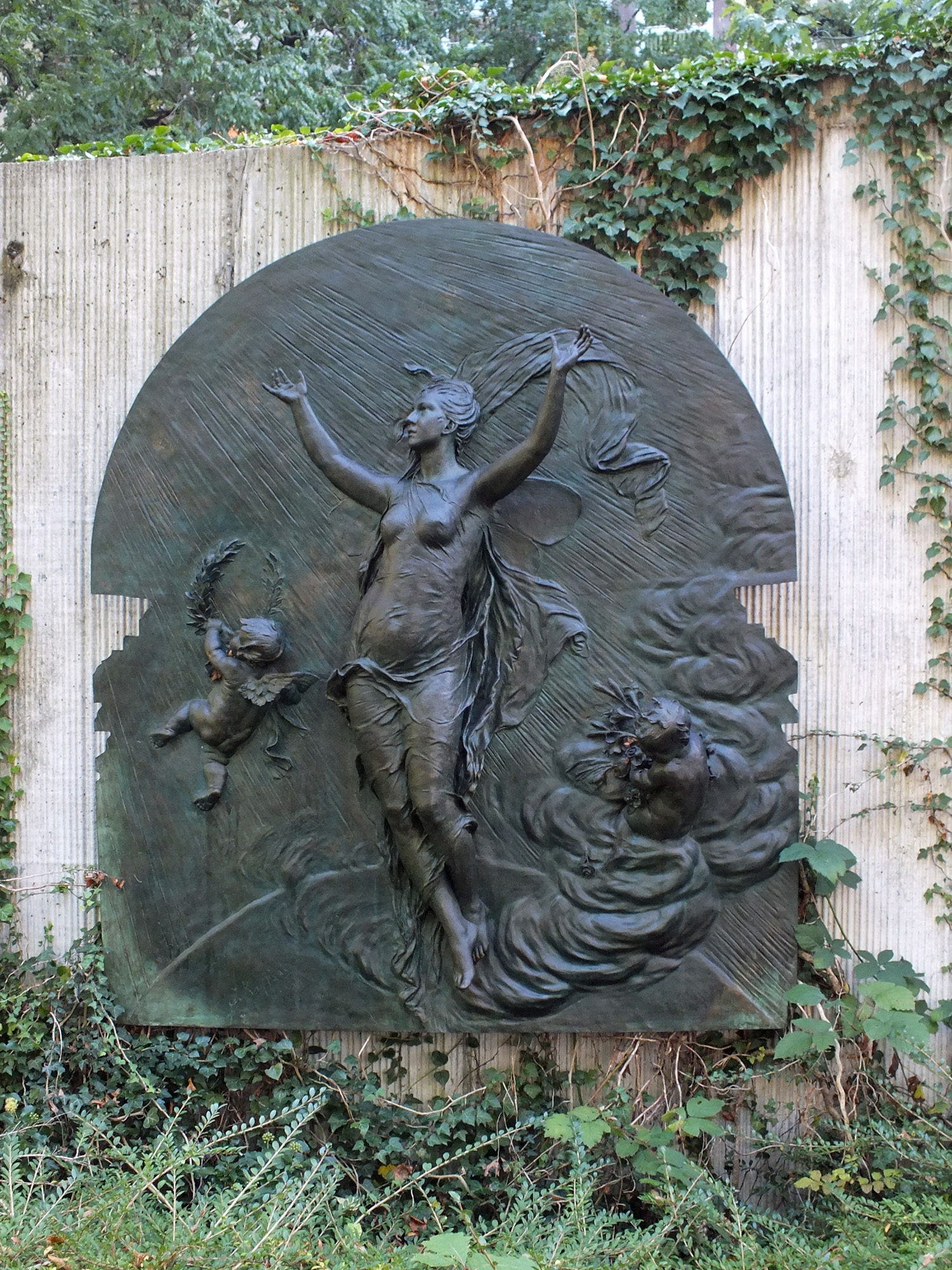
Familie K.F.Koehler (Bronzerelief von Joseph Kaffsack)
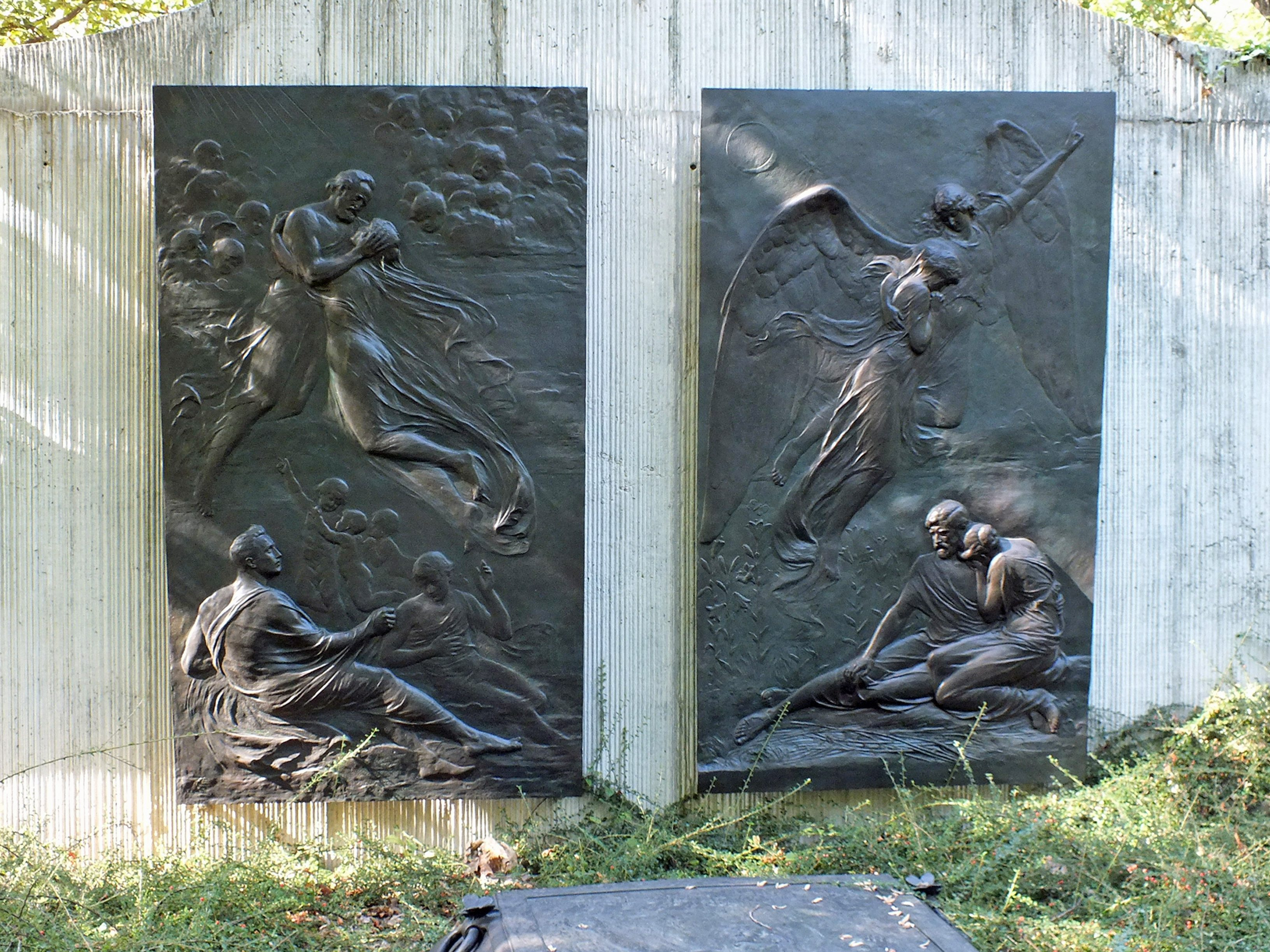
Karl Krause (Bronzereliefs von Adolf Lehnert)
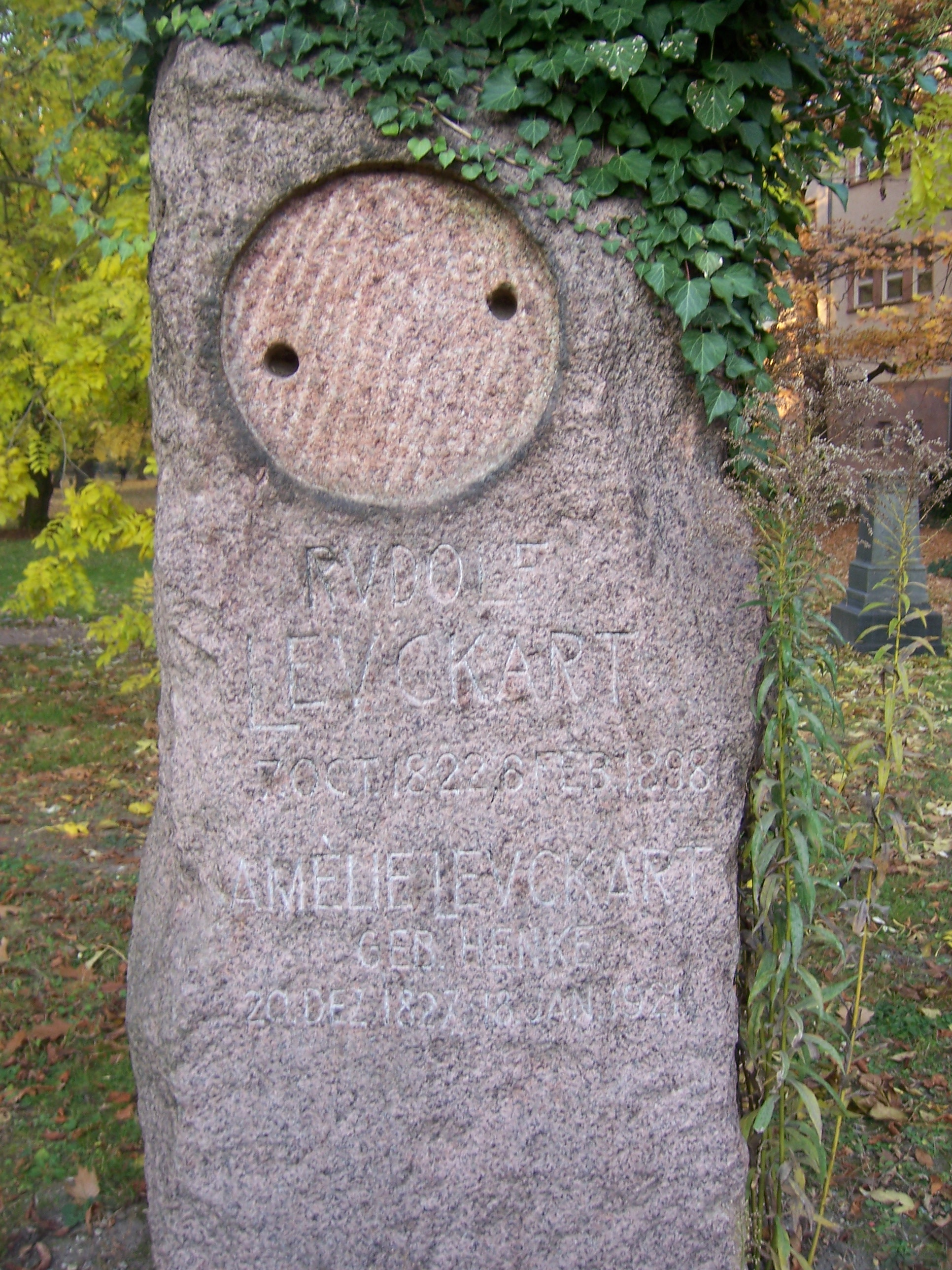
Rudolf Leuckart
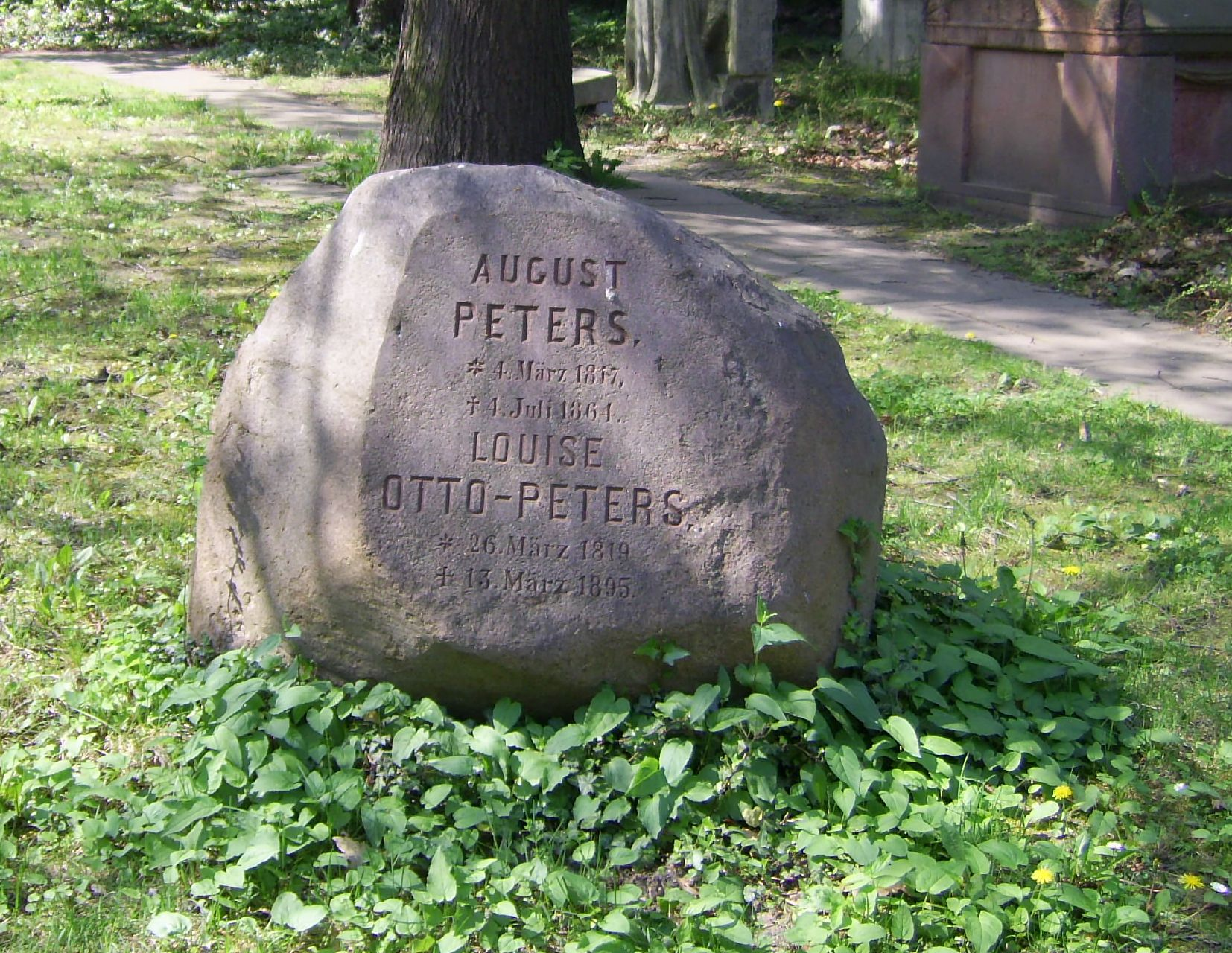
Louise Otto-Peters und August Peters
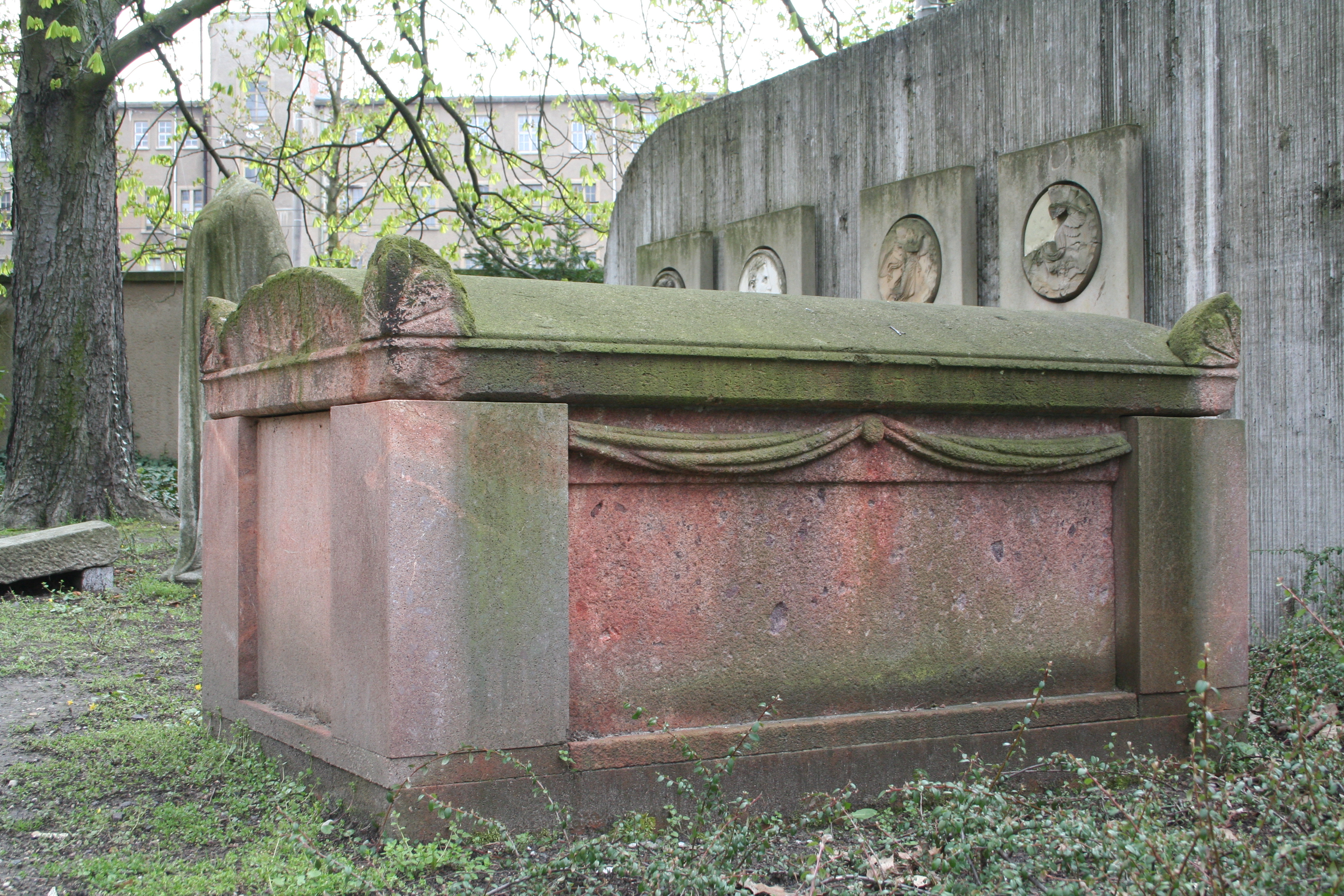
Anton Philipp Reclam
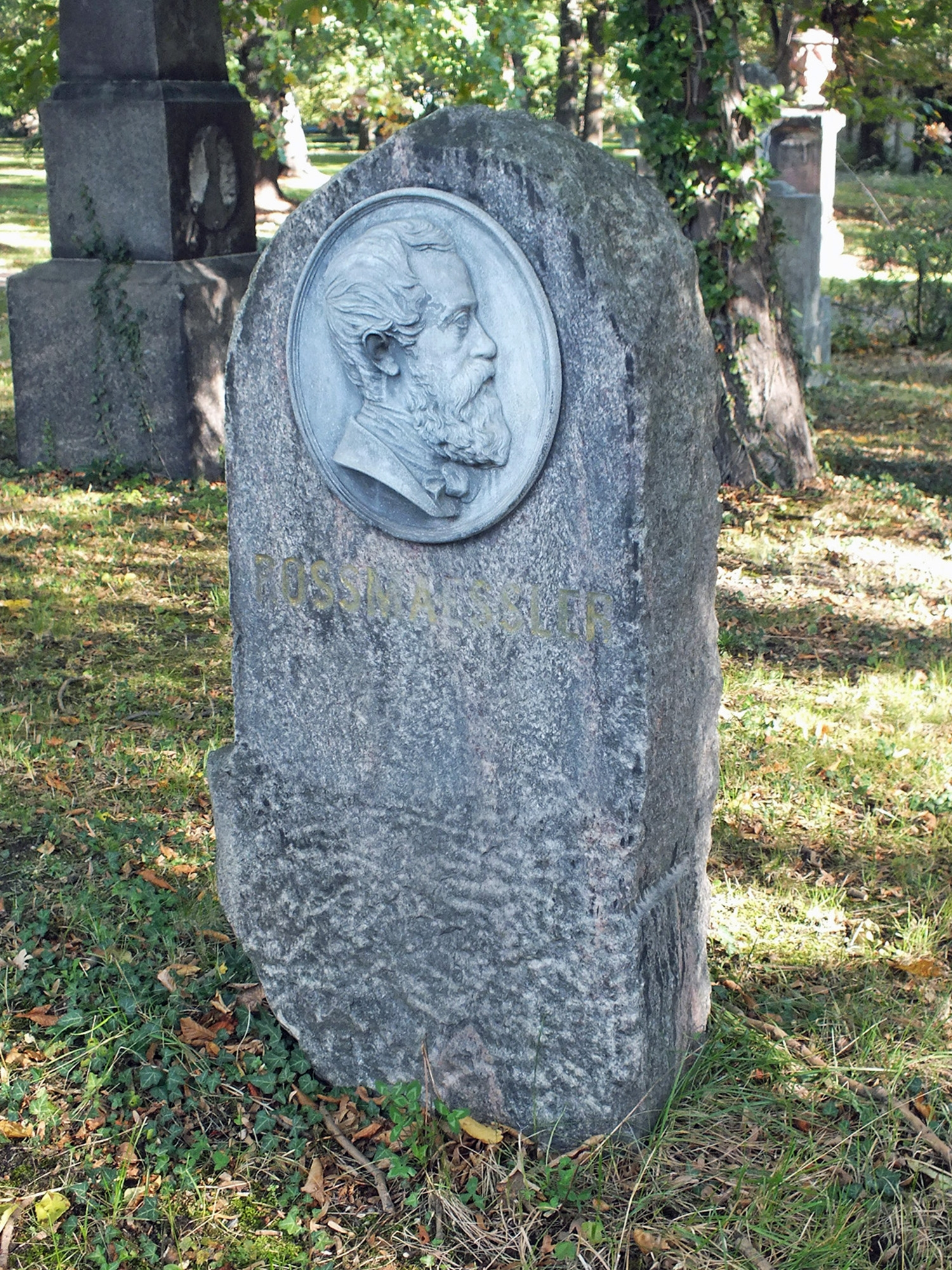
Emil Adolf Roßmäßler
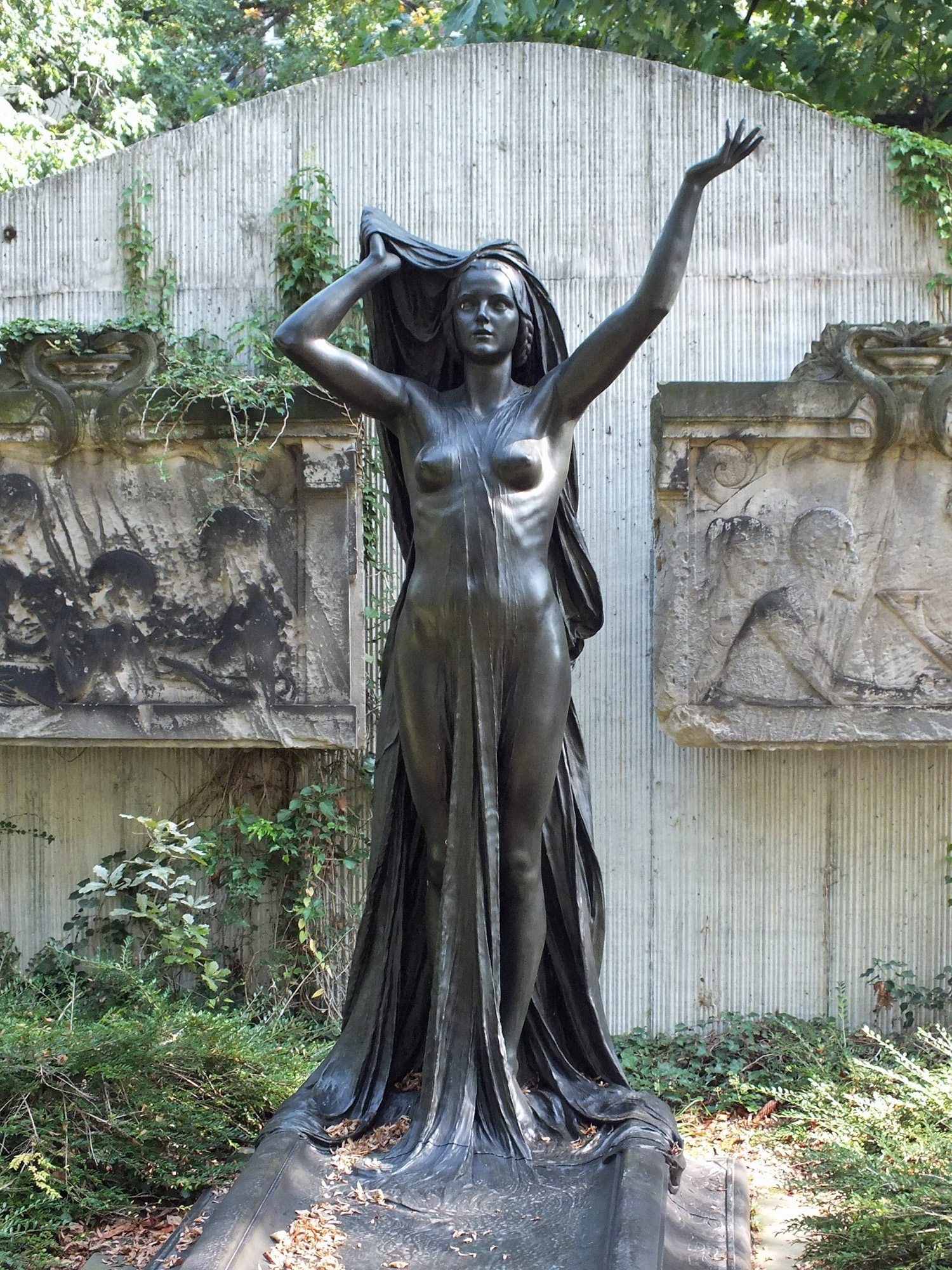
Willmar Schwabe (Plastik von Josef Mágr)
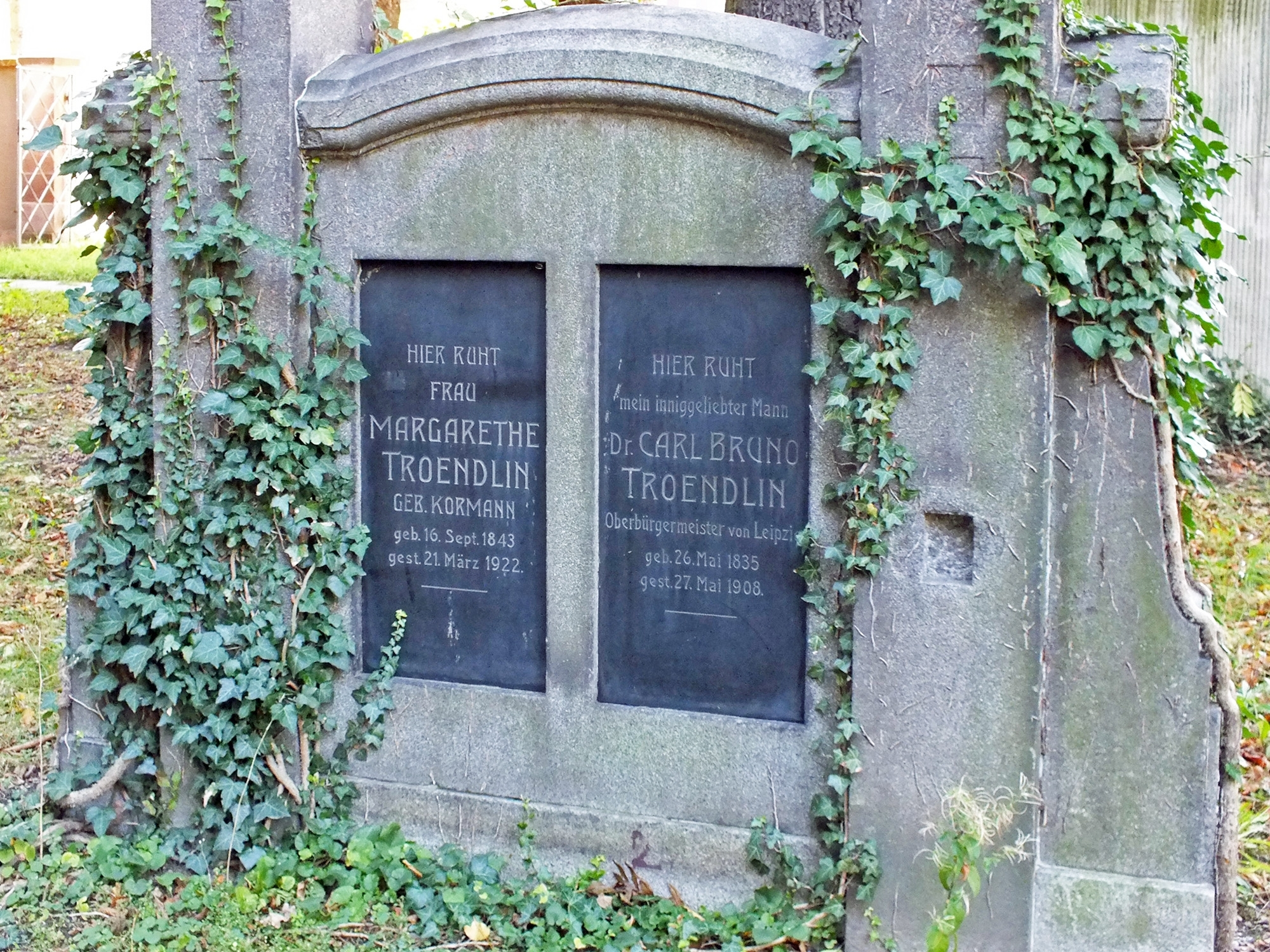
Carl Bruno Tröndlin
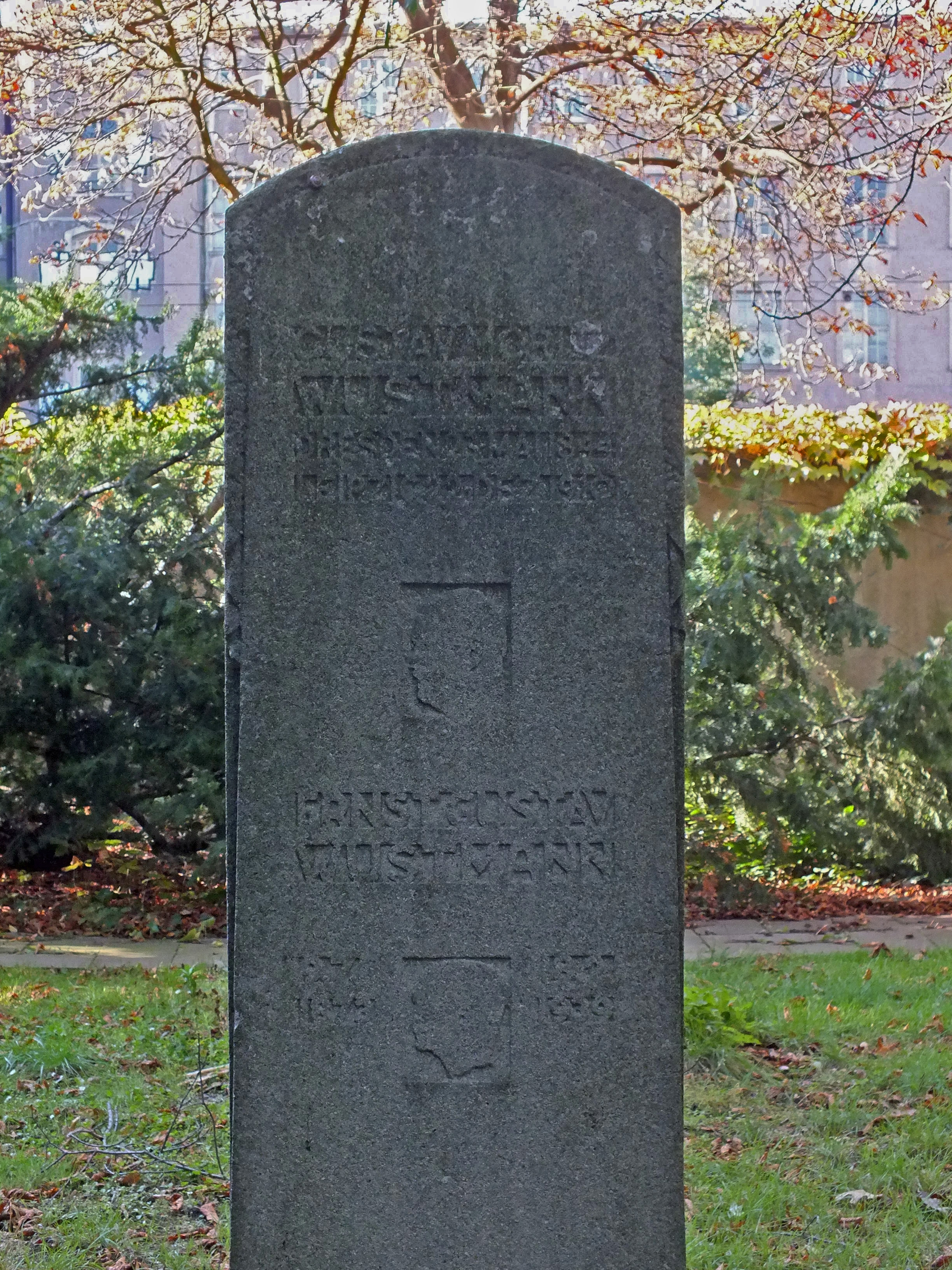
Gustav Wustmann
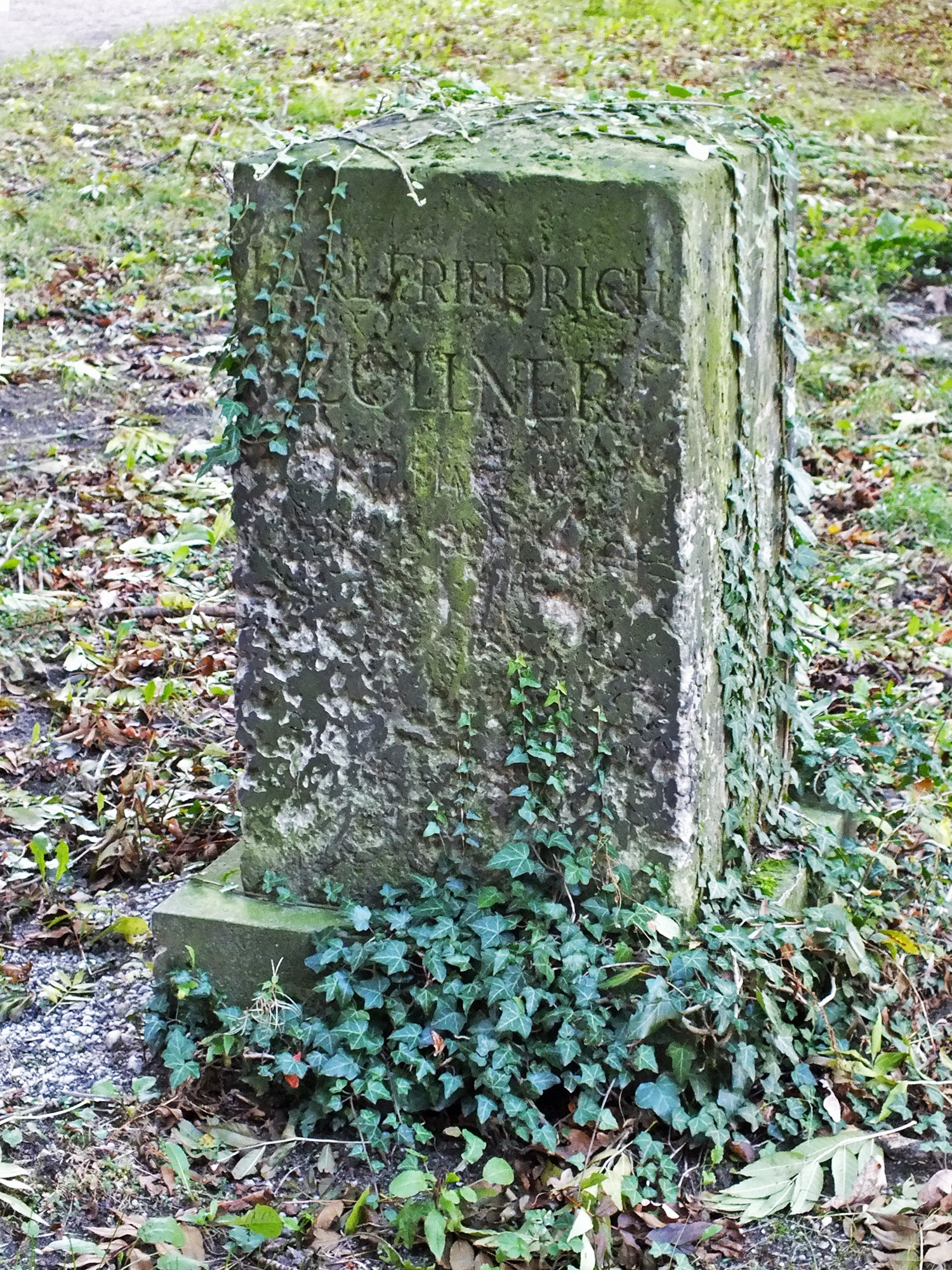
Carl Friedrich Zöllner